# V-22 (航空機)
V-22 オスプレイ
「キアサージ」から発艦した海兵隊所属のMV-22
- 用途：輸送機
- 分類：ティルトローター機
- 製造者：ベル・ヘリコプター、ボーイング・ヘリコプターズ
- 運用者
  -  アメリカ合衆国（海兵隊、空軍、海軍）
  -  日本（陸上自衛隊）
- 初飛行：1989年3月19日
- 生産数：400機以上
- 運用開始：2007年6月13日[1]
- 運用状況：現役
- ユニットコスト：7,210万米ドル（2015年）

V-22は、アメリカ合衆国のベル・ヘリコプター社とボーイング・バートル（現：ボーイング・ロータークラフト・システムズ）社が共同で開発した航空機（垂直離着陸機）である。愛称はオスプレイ（英: Osprey）。タカ目の猛禽類の一種である「ミサゴ」を意味する。ティルトローター機であり、ヘリコプターと同様に垂直離着陸能力を持ちながら、それを上回る高い航続性や速度能力を有する。

## 概要
回転翼軸の角度を変更するティルトローター方式を採用することで、飛行中でも固定翼機とヘリコプターの特性を切り替え可能な垂直離着陸機である。従来方式のヘリコプターに比べ、高速かつ航続距離に勝る特性がある。アメリカ連邦航空局においては、パワード・リフト機に分類されている。
1980年代初頭から開発が開始されたが、技術的問題や冷戦終結に伴う予算の削減で配備計画は当初より大幅に遅延。2000年代からアメリカ海兵隊・海軍・空軍で配備が始まり、2013年からはアメリカ大統領随行要員の搭乗機としても運用されている。
アメリカ海兵隊ではCH-46の後継機として導入され、能力はCH-46と比べて速度2倍、航続距離5.6倍、行動半径4倍、輸送兵員数2倍、飛行高度約3.5倍、物資積載量約3倍となっている。
アメリカ軍以外では、陸上自衛隊が2020年から部隊配備を開始しているほか、インドネシアへの売却報道が出ている。
|              | UH-1Y                        | UH-60M                   | MV-22B                    | CH-47F                    | CH-53E                    |
| ------------ | ---------------------------- | ------------------------ | ------------------------- | ------------------------- | ------------------------- |
| 画像         |                              |                          |                           |                           |                           |
| 全長         | 17.78 m                      | 19.76 m                  | 17.5 m                    | 30.1 m                    | 30.2 m                    |
| 全幅         | 14.88 m                      | 16.36 m                  | 25.54 m                   | 18.3 m                    | 24.1 m                    |
| 全高         | 4.5 m                        | 5.13 m                   | 6.73 m                    | 5.7 m                     | 8.46 m                    |
| 空虚重量     | 5,370 kg                     | 4,819 kg                 | 15,032 kg                 | 10,185 kg                 | 15,071 kg                 |
| 積載量       | 3,020 kg                     | 5,220 kg                 | 9,070 kg                  | 10,886 kg                 | 13,610 kg                 |
| 最大離陸重量 | 8,390 kg                     | 10,660 kg                | 27,400 kg                 | 22,680 kg                 | 33,300 kg                 |
| 乗員数       | - 乗員2 - 4名 - 乗客6 - 10名 | - 乗員2 - 4名 - 乗客11名 | - 乗員4名 - 乗客24 - 32名 | - 乗員3名 - 乗客33 – 55名 | - 乗員5名 - 乗客37 - 55名 |
| 動力         | T700-GE-401C×2               | T700-GE-701D×2           | T406/AE 1107C×2           | T55-GA-714A×2             | T64-GE-416/416A×3         |
| 出力         | 1,828 shp (1,360 kW)×2       | 2,000 hp (1,500 kW)×2    | 6,150 hp (4,590 kW)×2     | 4,733 hp (3,529 kW)×2     | 4,380 shp (3,270 kW)×3    |
| 最大速度     | 304 km/h                     | 295 km/h                 | 565 km/h                  | 315 km/h                  | 315 km/h                  |
| 巡航速度     | 293 km/h                     | 278 km/h                 | 446 km/h                  | 240 km/h                  | 278 km/h                  |
| 航続距離     | 648 km                       | 2,200 km                 | 3,590 km                  | 2,252 km                  | 1,833 km                  |

## 開発
ヘリコプターは垂直離着陸・ホバリング・超低空での地形追従飛行ができるが、速度が遅く航続距離も短い欠点がある。対して通常の固定翼機は移動速度や航続距離に優れるものの、離着陸に2,000-3,000m以上の滑走路が必須な上、垂直離着陸もホバリングも超低空での地形追従飛行もできなかった。
ヘリコプターの利点を維持しつつ、通常の固定翼機のような高速・長距離飛行が可能なら戦略上非常に有用であるため、アメリカ軍は第二次世界大戦直後から両者の利点を併せ持つ航空機の研究を開始した。

### XV-3 開発計画

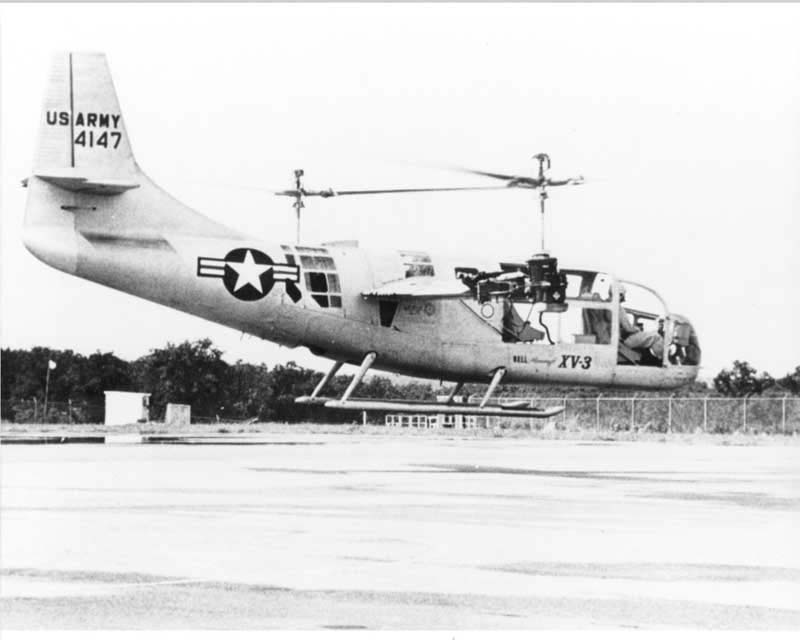
XV-3

V-22の2代前にあたる実験機"XV-3"は、アメリカ陸軍・空軍共同で進めていた「転換式航空機計画」にベル社が加わって開発された。ベル社では1940年代からティルトローター方式の航空機を研究しており、この成果が3つの設計案となって提示され、この内の1案が採用されて開発が進められた。
1955年8月11日にXV-3は初めてホバリングを行い、1956年7月11日にプロップローターを傾けての飛行に成功した。XV-3のエンジンは胴体の中に搭載されており、ドライブシャフトを介してプロップ・ローターを駆動するようになっていた。XV-3は計250回以上、合計125時間の飛行を行い、最大高度3,570m、最大水平飛行速度115ノットを記録した。しかし一方で操縦性が悪く、固定翼モードでの機動を行うとプロップローターが激しいフラッピングを起こすなどの問題もあった。

### XV-15 開発計画

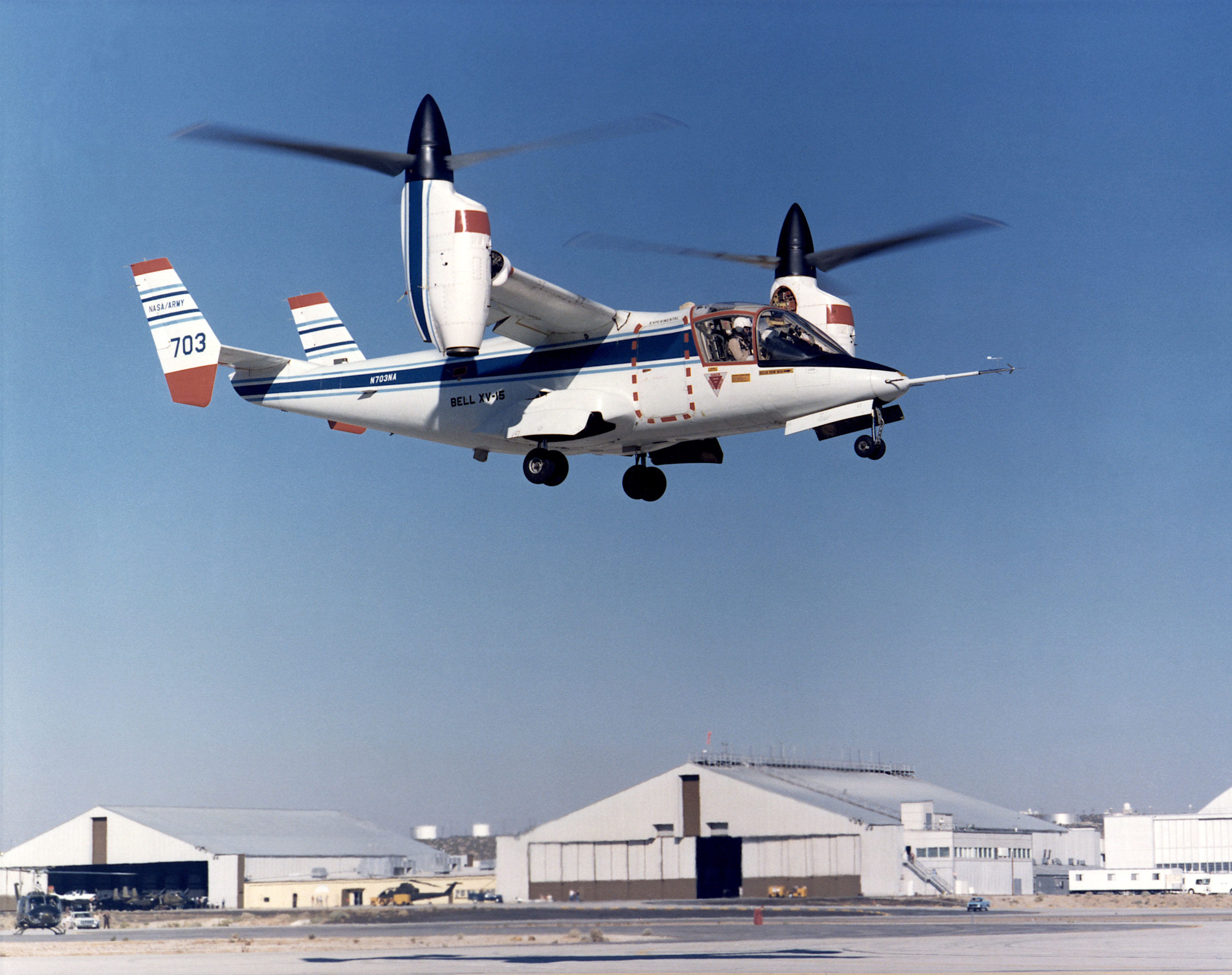
XV-15

XV-3での研究は結局、実機の生産へと結びつかなかったが、1971年にアメリカ陸軍とNASAが共同で「垂直および短距離離着陸機研究」によってティルトローター機の研究を開始し、ベル社ではティルトローター式の"Model 300"開発案を提示して採用された。1973年4月には改良型の"Model 301"がTRRA (ティルトローター研究機) の名称で"XV-15"製造計画が決定された。
XV-15は1977年5月3日に初めてホバリングに成功し、1979年5月5日にはエンジンとローターを前方に5度傾けての飛行に成功。1979年7月24日には完全に前方の水平方向に傾けての飛行に成功した。

### JVX 開発計画

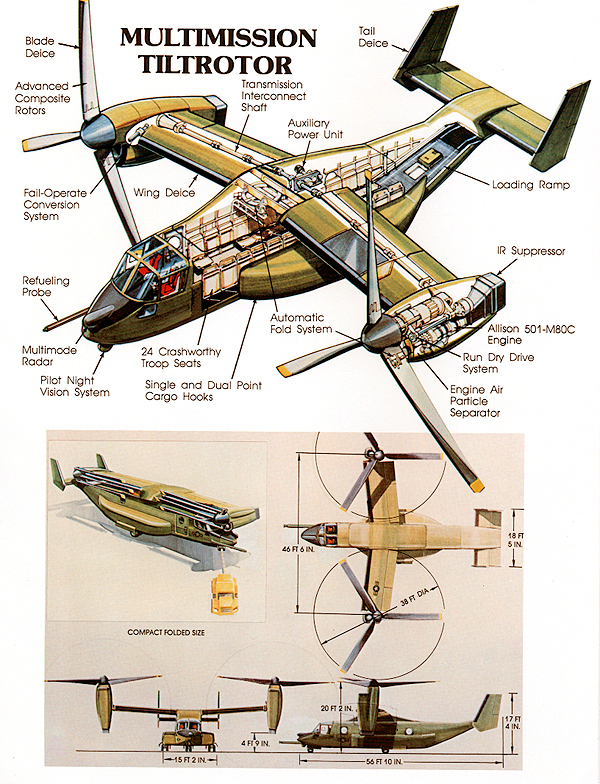
1980年代に描かれたコンセプト図

1981年12月にアレクサンダー・ヘイグ国務長官から、国防総省が4軍（陸海空と海兵隊）が使用する航空機を開発すると発表され、1982年12月には、先進の垂直離着陸可能な航空機とする統合軍運用要求（JSOR）として提示された。これに基づいて4軍共同の「統合垂直離着陸研究」（JVX, Joint-service Vertical take-off/landing eXperimental）という名称の計画で新型機の開発が始められた。JVXはヘリコプターの特性と固定翼機の性能を持ち合わせる航空機の開発計画であり、ティルトローターである必要はなかったが、当時はティルトローター以外の選択肢は現実的では無かった。当初は陸軍を中心とした計画であったが、後に4軍の要求を統合し海軍の主導で進めることとなった。
1982年12月に初期設計のための提案要求（RFP）が提示され、アエロスパシアル、ベル、ボーイング・バートル、グラマン、ロッキード、ウエストランドが関心を示した。ティルトローターの実験機を以前にも開発していたベルと、CH-47などの大型ヘリを開発していたボーイング・バートルがパートナーシップを結び、1983年2月23日、ベルXV-15をベースとする設計案を海軍に提出した。ベル・ボーイング以外に設計案を提出する企業はなく、1983年4月25日、海軍は、ベル・ボーイングとJVXの設計などに関する契約を締結することを発表した。
1985年1月にはJVXで開発する機体の名称が"V-22 Osprey"（オスプレイ）と正式に決定され、米海兵隊向けをMV-22、米空軍向けをCV-22とした。航空母艦（CV）との重複を避けたため、本来の用途とは名称が反対となっている。

### 開発の遅れ
1986年5月2日には全規模開発（FSD）が認められ、6機のMV-22試作機が製造されることとなった。開発は電子機器や胴体部分をボーイング・バートルが、ナセルや駆動系を含む主翼部分と尾翼部分をベルが担当した。1・3・6号機 がベル、2・4・5号機がボーイング・バートルで組み立てられることとなった。
初飛行は1989年3月19日であった。当初は1988年に初飛行を行い、1991年頃に量産型の引渡しが予定されていたが、SDI計画や先進戦術戦闘機計画（後のF-22）などに比べ優先度が低く、予算の削減が行われた影響で計画が遅れた。
1989年12月には、国防長官であったディック・チェイニーが予算削減の一環として開発の中止を発表するが、その後の審査の結果、計画は続行されることとなった。その後何度か計画の中断が予定されたが結局中止となることはなかった。

### 量産の決定
試作機段階では2回の重大な航空事故もあったが、技術的問題はほとんど解決されたとの結論に至っており、V-22は1994年に量産が認められた。軽量化や製造の効率化などの製造費用の削減を含む再設計が行われ、1995年量産試作機（EMD）が4機製造された。最初の7号機の初飛行は1997年2月5日に行われた。
1997年4月には低率初期生産（LRIP）が承認され、まず5機の生産が決定し、2000年度までにさらに25機の生産が認められた。1999年4月には量産初号機が初飛行し、2000年までには艦上運用試験などが実施され、空軍仕様のCV-22BもEMD7号機と9号機を改修して試作試験が開始された。

## 機体

### 回転翼とエンジン
大きな3枚のプロップローターと呼ばれる回転翼がロールス・ロイスT406エンジンと共に固定主翼の両端に備わっている。このプロップローターを駆動するターボシャフトエンジンは、減速ギアや補助機材と共にエンジンナセルに収められ、固定翼の両端に装備されている。このポッド状のナセルとプロップローターは一体で、固定翼内端部の転換アクチュエーターの油圧機構により前方から上方へ向きを変更できる。左右の転換アクチュエーターは左右で角度を同調するようになっている。角度の変更速度は毎秒8度で、90度の変更には11秒程度かかる。
左右のエンジンは片方が停止しても機体が墜落しないよう左右の駆動出力軸が固定主翼内部のクロスシャフトで連結されており、左右のプロップローターを駆動させることができる。1基のみでの飛行時には、 短時間ながら緊急時最大出力5,093kWを得ることができる (最大定格出力は4,586kW)。またエンジンの吸気口にはEAPS (エンジン空気/粒子セパレータ) が、排気口には赤外線排出抑制装置が備わっている。
直径11.61mのプロップローターの3枚のブレードは、ブレード長が4.90m、翼弦長は付け根部で87.1cm、先端部で66.9cmであり、42度の捻り下げが付いている。この回転翼は長いために、地上に降着した状態でローターを前方に向けて回転させるとブレード先端が地面に接触してしまうので、保守点検時のような特定の状態を除けば地上で固定翼モードの角度までティルトすることは避け、約45度で固定する。プロップローターはピッチ可変式のハブを持つ。
プロップローターは左右で回転方向が異なり、カウンタートルクを打ち消すようになっている。また駐機時や輸送時のために、ローターハブが定位置で止まり、ブレードが自動で折り畳めるようになっている。同様の機能を持つ他のヘリコプターと異なり3枚のブレードの内の2枚のブレードはハブより少し離れた位置で折れ曲がる機構を持つが、残り1枚のブレードは折り畳み機構を持たない。これにより折り畳み可能な2枚のブレードは折り畳み不可な1枚に沿うよう折り畳まれる。
- 回転円盤面積（片側）：105.36m2[12]

### 固定翼

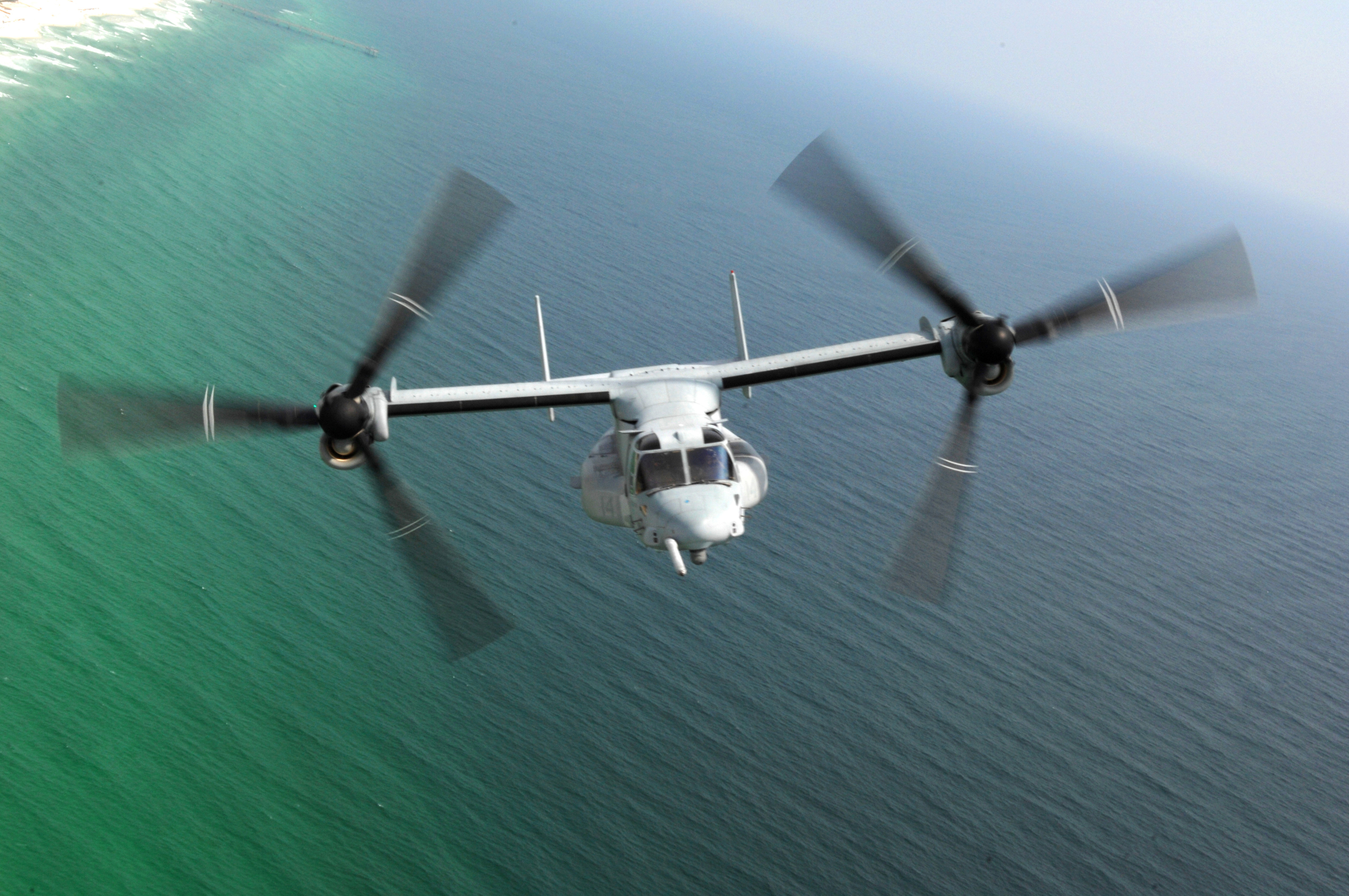
固定翼モードで飛行するV-22

固定翼機での主翼に相当する高翼配置の固定主翼はわずかな上反角といくぶん前進翼である点を除けば単純な矩形翼であり、地上駐機時の占有スペースを小さくするために、中央取り付け部を中心に右方向へ90度回転するようになっている。ブレードを内側に折り畳み、ナセルも水平に倒した状態で右に90度回転するため、ローター半径などをそのまま加えた通常の幅25.78m、長さ17.48m、高さ6.73mから、幅5.77m、長さ19.20m、高さ5.56mにまで小さくできる。
主翼後端部には内外に2分割された広いフラッペロンが付いており、固定翼モードでの操縦翼面として機能すると同時に、ヘリコプター・モードでは垂直下方へ大きく折れ曲がることで、固定翼の（回転翼のダウンウオッシュを遮る）面積を減じるようになっている。固定主翼内部には片側に4個に分かれた燃料タンクが収められており、そこにクロスシャフトやTGAB用のリンク、それに配管類が走っている。
尾翼はテールブームの先に1枚の水平尾翼とその左右に2枚の垂直尾翼がH型に取り付けられており、それぞれには水平安定板と垂直安定板の後端部に動翼として昇降舵と方向舵が取付けられている。
- 主翼面積（フラッペロン、中央翼部分を含む左右合計）：35.49m2
- フラッペロン面積（左右合計）：8.25m2
- 垂直安定板面積（左右合計）：21.63m2
- ラダー面積（左右合計）：3.27m2
- 水平安定板面積（合計）：8.22m2
- エレベーター面積（合計）：4.79m2[12]

### 燃料タンク
固有の燃料タンクは、主翼内に左右各4個と降着装置のあるスポンソン前部に左右各1個の計10個のタンクがある。さらに、主翼内の一番外側にフィード・タンクと呼ばれるエンジンに燃料を送るためのタンクがあり、これを加えると総容量は6,513リットルになる。これらは自己防漏対策が施されており、12.7mmの徹甲弾の貫通までは燃料漏れを起こさない。
また、キャビン内に任意補助タンク(MAT)を搭載することで搭載燃料を増やすことができる。空中で燃料を捨てる必要が生じれば、右主脚部のベント口から毎分303リットルの割合で空中投棄できる。

### 降着装置
降着装置は、前脚式の3脚すべてが二輪横並びのタイヤを持ち、油圧による完全引込式になっている。左右に各75度まで操向できる前脚は、後方へ畳んで格納され、胴体左右二本の主脚は前方へ畳んでスポンソン内に格納される。油圧が失われれば窒素ボトルによって19.3MPaの空気圧で脚下げを行う。各脚柱には通常時で3.7m/secまで、交換修理を受容する前提でのクラッシュランディング時には7.3m/secまでの着地衝撃から機体を守る衝撃緩衝装置が組み込まれている。
- ホイールトラック：4.64m
- ホイールベース：7.62m[12]。

## 装備

### アビオニクス
グラスコックピットが採用されているが、一部の機体においては、予備姿勢指示器などにアナログ式の計器が用いられている。
操縦席の計器類は、各正面に15.2x15.2cmのカラー液晶による多機能表示装置（MFD）が左右に並んで2枚配置されている。中央パネルには、正面左にMFDより小型の単色液晶画面の予備飛行表示装置が、正面右にアナログ式の予備姿勢指示器、予備対気速度計および予備気圧高度計の組み合わせ、またはカラー液晶画面の予備計器のいずれかが配置されている。中央パネルの下部3分の2以上には、15.2x20.3cmの横長単色液晶によるEICAS/CDU表示画面1つと多数の操作キーが並んでいる。各2面のMFDには、機体姿勢や飛行諸元といった一次飛行表示や、航法情報、センサー画像情報、搭載システム情報が自由に表示できる。
航法装置としては、軽量慣性航法装置（LWINS）、AN/ARN-147全方位無線標識/計器着陸装置（VOR/ILS）、マーカービーコン装置、OA-8697/ARC VHF/UHF自動方位測定装置（ADF）、VHF FMホーミングモジュール、AN/APN-194（V）電波高度計、AN/APN-153（V）戦術航法装置（TACAN）、小型航空機搭載全地球測位システム（MAGR）が備わっている。
LWINSは3重の冗長性を備え、加速度、速度、位置、高度、磁方位、真方位についての情報を得る。
各軍共通の装備として、下方全方位へ指向できる赤外線センサとしてAN/AAQ-27A（mid-wavelength infrared（MWIR）imaging system） を備える。このMWIRは機首下面に搭載される。
米海軍型と米空軍型は地形追随および地形回避機能を持つAN/APQ-174レーダーを備える。米空軍では低高度での地形追随機能を高めたAN/APQ-186レーダーの搭載も進めている。レーダーは機首部左に搭載される。
アビオニクスが充実しているため従来のヘリコプターよりも配線類が多く、整備側には負担がかかるという。

### 操縦系統
機長席はヘリコプターと同じく右座席である。
飛行操縦システムは、自動飛行操縦システム（AFCS）を含む3重のデジタル式フライ・バイ・ワイヤによって構成されている。AFCSは、ピッチ安定、ロール安定、ヨー安定、機首方位維持、自動旋回調整、昇降速度補正といった機能を有している。フライ・バイ・ワイヤを採用してもバックアップ用として油圧やワイヤーなど機械的なリンクを有する航空機もある が、V-22では特殊な操縦特性（後述）を実現するため予備系もフライ・バイ・ワイヤとなっている。
主にピッチとロールの操作を行うサイクリック操縦桿は両足の間に位置しており右手で操作する。ヨー操作は足先左右のラダーペダルで行う。プロップローターの推力の調整は推力制御レバー（TCL）で行う。通常のヘリコプターにあるコレクティブピッチレバー（後方に引き上げると推力が増加し、前方に押し下げると推力が減少する）と異なり、TCLは、固定翼機のスロットルレバーと同様に前方に動かすと推力が増加し、後方に動かすと推力が減少する。エンジンナセルの角度調整は、TCLのグリップ内側の回転式ノブ「ナセル制御スイッチ」で制御する。並列複座式の固定翼機ではスロットルレバーは機体中央にあるため機長（左座席）は右手、副操縦士は左手で操作するが、V-22では両座席の左側にTCLが設置されているため、両操縦士の操作は『足と右手で操舵、左手で出力調整』となる。
操縦翼面は、ピッチ可変式プロップローターとフラッペロン、エレベータ、ラダーが存在する。フラッペロンはロール操縦時にはエルロンとして機能し、揚力が必要な場合には高揚力装置のフラップとして機能する。エレベータとラダーは通常の固定翼機と同じ機能を果たす。

### 自衛装備
輸送機であるためミサイルやロケット弾などは搭載しないが、後部ランプの左脇に銃架（ドアガン）を設置出来るほか、自衛用として以下の装備が用意されている。
全軍共通装備
- AN/AAR-47：ミサイル警報装置
- AN/APR-39A：レーダー警戒受信機
- 赤外線警報装置

米空軍型
- AN/ALE-47：チャフ/フレア投射装置（CMDS、対抗手段散布装置）
- AN/ALQ211：統合型無線周波数対抗手段装置（SIRFC）
- AN/AVR-2A：レーザー探知装置
- AN/AAQ-24：指向性赤外線妨害装置(DIRCM)

#### IDWS
米海兵隊向けとして暫定防御兵器システム（IDWS）と呼ばれるRWSの航空機版ともいえるシステムの開発が進められている。
BAEシステムズ製の電子・赤外線センサ・ターレットと、機内搭載も可能なM134 7.62mmミニガン・ターレットと連動させて、機内の液晶ディスプレイとコントローラによって使用する。VMM-365部隊に最初に装備されて、アフガニスタンでの試験運用が行われると考えられている。
後部ランプの銃座はホイストと干渉するため同時に使用出来ないが、IDWSのミニガン・ターレットは干渉しない位置に設置できるため、隊員の降下・回収中にも安全を確保できる。

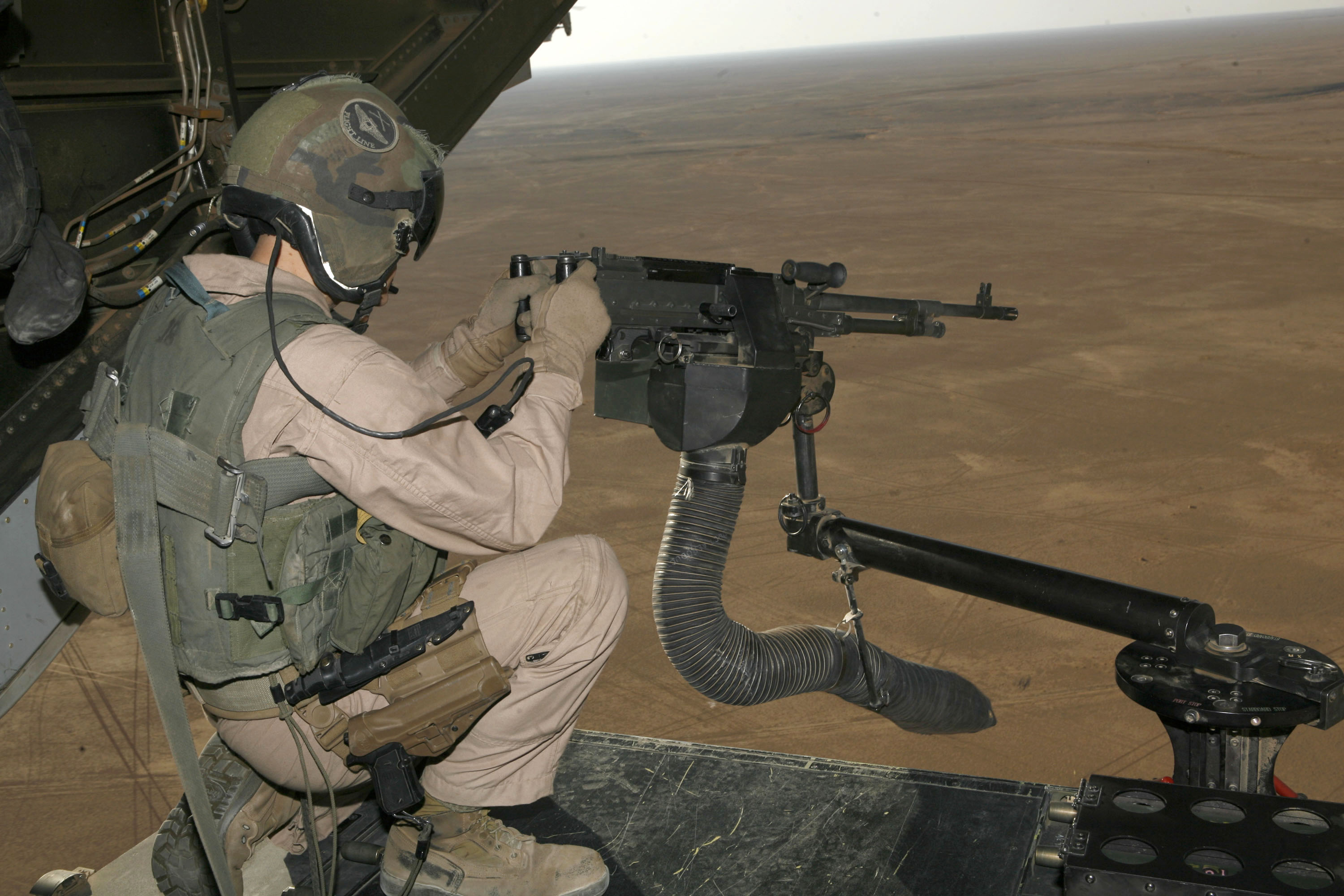
後部ランプの銃架に取り付けられたM240機関銃
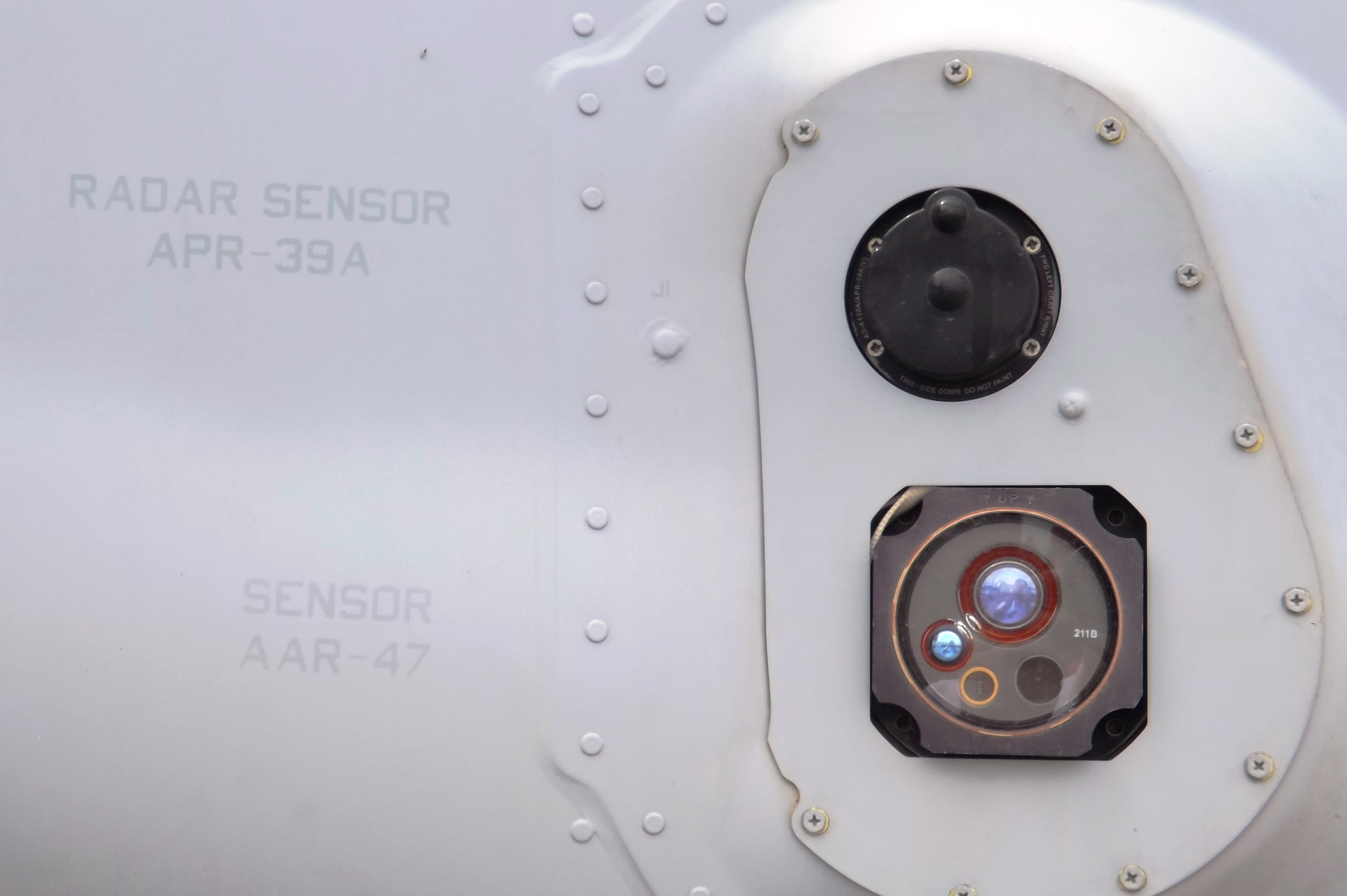
後部ランプの脇に設置されたAN/APR-39A(上)とAN/AAR-47(下)

#### ガンシップ化計画
ハイドラ70ロケット弾や各種機関銃などを装備してガンシップ化することも検討されており、既に実証試験が行われているという。

### 増槽・受油・給油装備

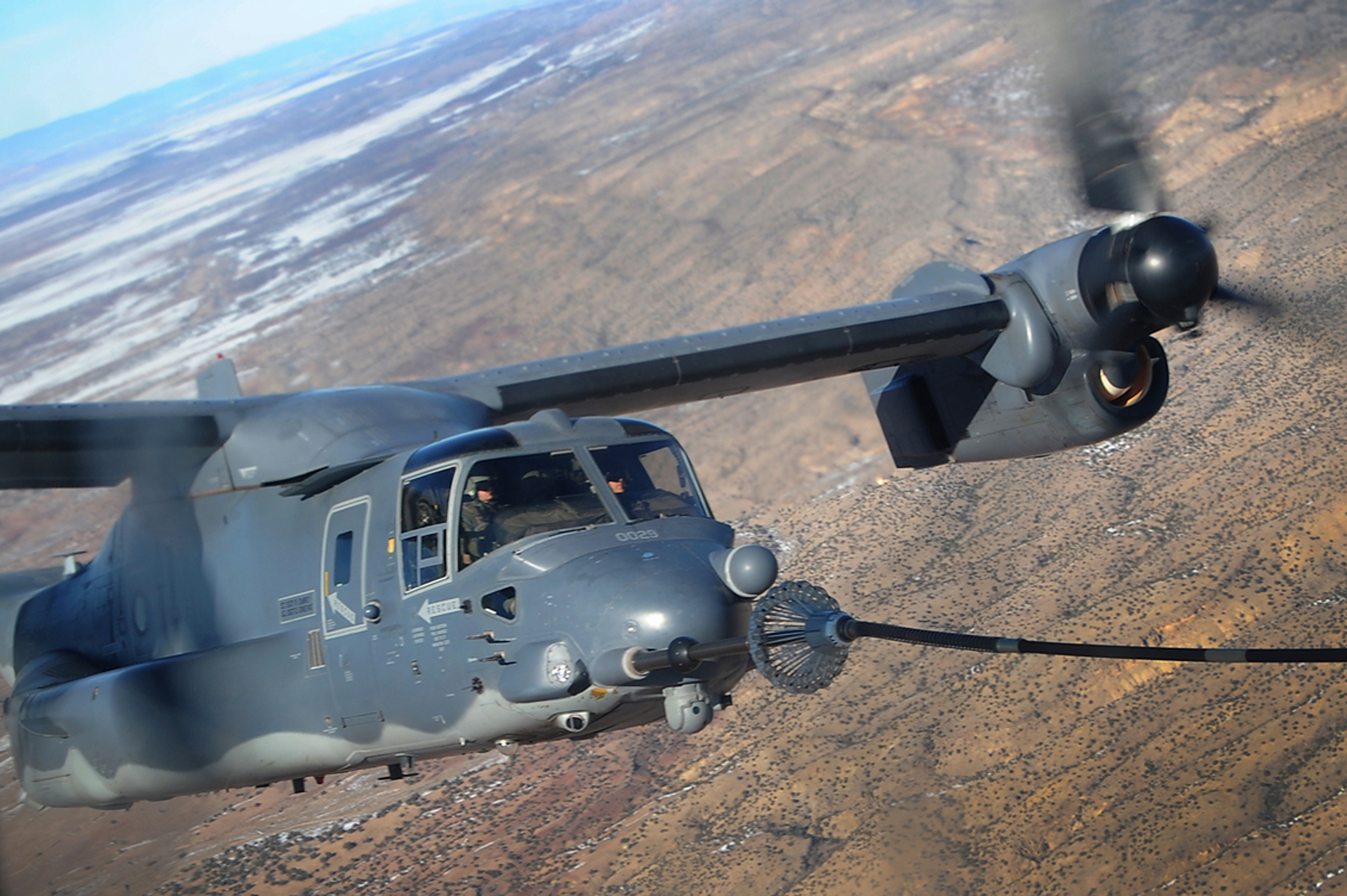
空中給油の様子

増槽
任務補助タンクをキャビン内に搭載することで航続距離を延伸できる。1個で1,628リットルの燃料を収める補助タンクは、キャビン内に最大3個まで搭載でき、最大容量は計11,397リットルとなる。
受油装備
機首部右側に受油用プローブを装備しており、空中給油機から空中給油を受けることができる。
給油装備
既に開発済みの給油装備に迅速地上再給油キットがある。これは燃料供給ポンプ、ホース、コネクター、再給油ノズル3個から構成され、地上に駐機した状態で機内の補助タンクから地上の他機や車両へ燃料を供給するものである。
計画中の装備では、キャビン内の2個の補助タンクからリール式のホース&ドローグ・ユニットを空中で垂れ下げて他機へ給油する空中給油キットがあり、これが完成すればV-22を空中給油機として運用できる。回転翼機への空中給油なら120ノットほどで飛行し、固定翼機なら最大250ノットで飛行しながら給油を可能とするものである。一例を挙げると、近接航空支援機に対しては200nmi進出して1時間在空し、10,000ポンド（約4,536kg）ほどの燃料を他機に空中給油可能となる。

### ホイスト
戦闘捜索救難や特殊作戦用として、隊員の降下や回収に利用できるホイストをキャビンの後部隔壁直前の天井部に設置できる。長さ76.2mのワイヤーで最大272kgまで吊り下げられ、停止から最大1.14m/sでの上下無段階の速度制御が行える。
ホイストは銃座の上部にあるため同時使用は出来ない。

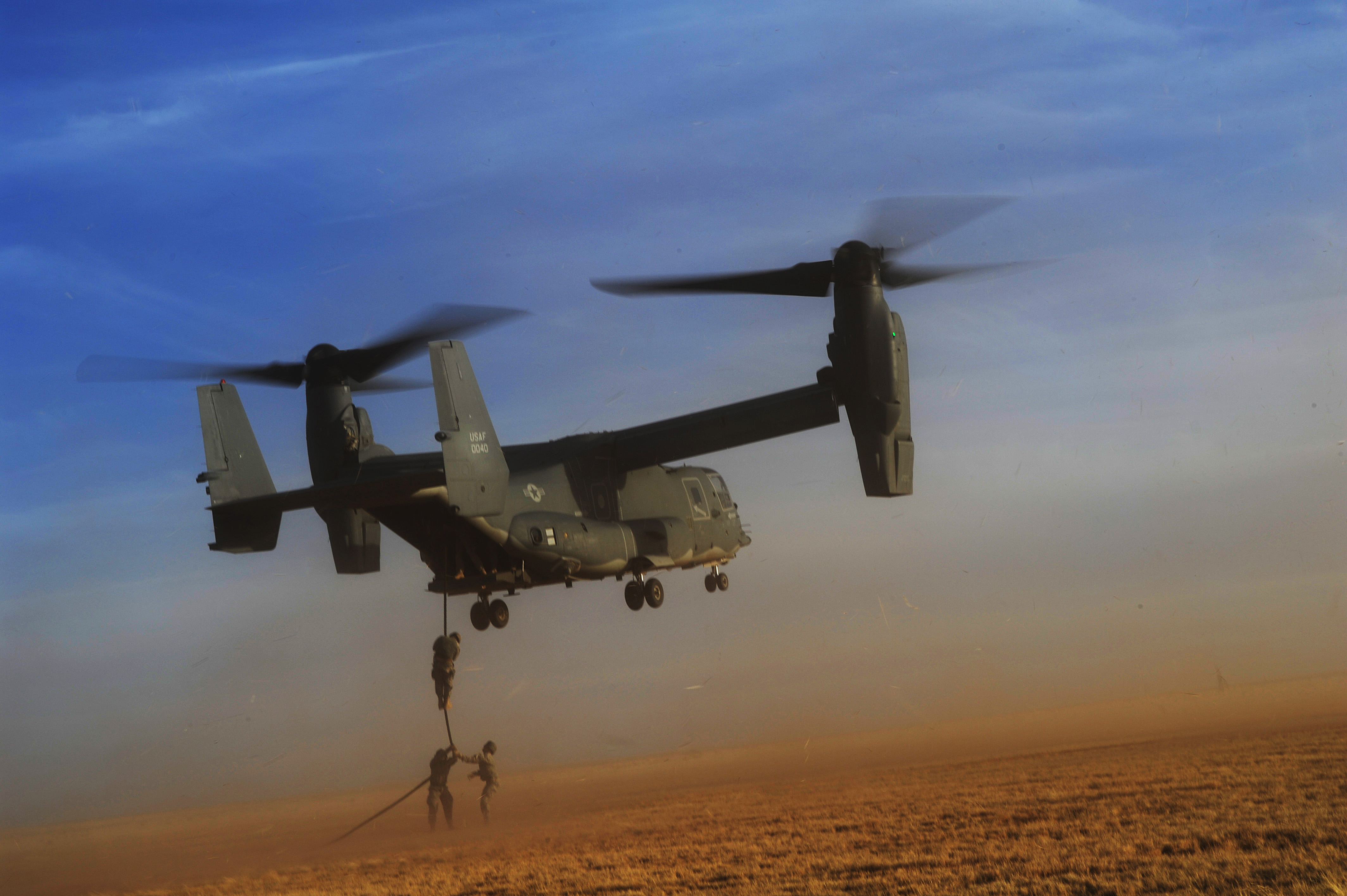
ロープで降下する様子
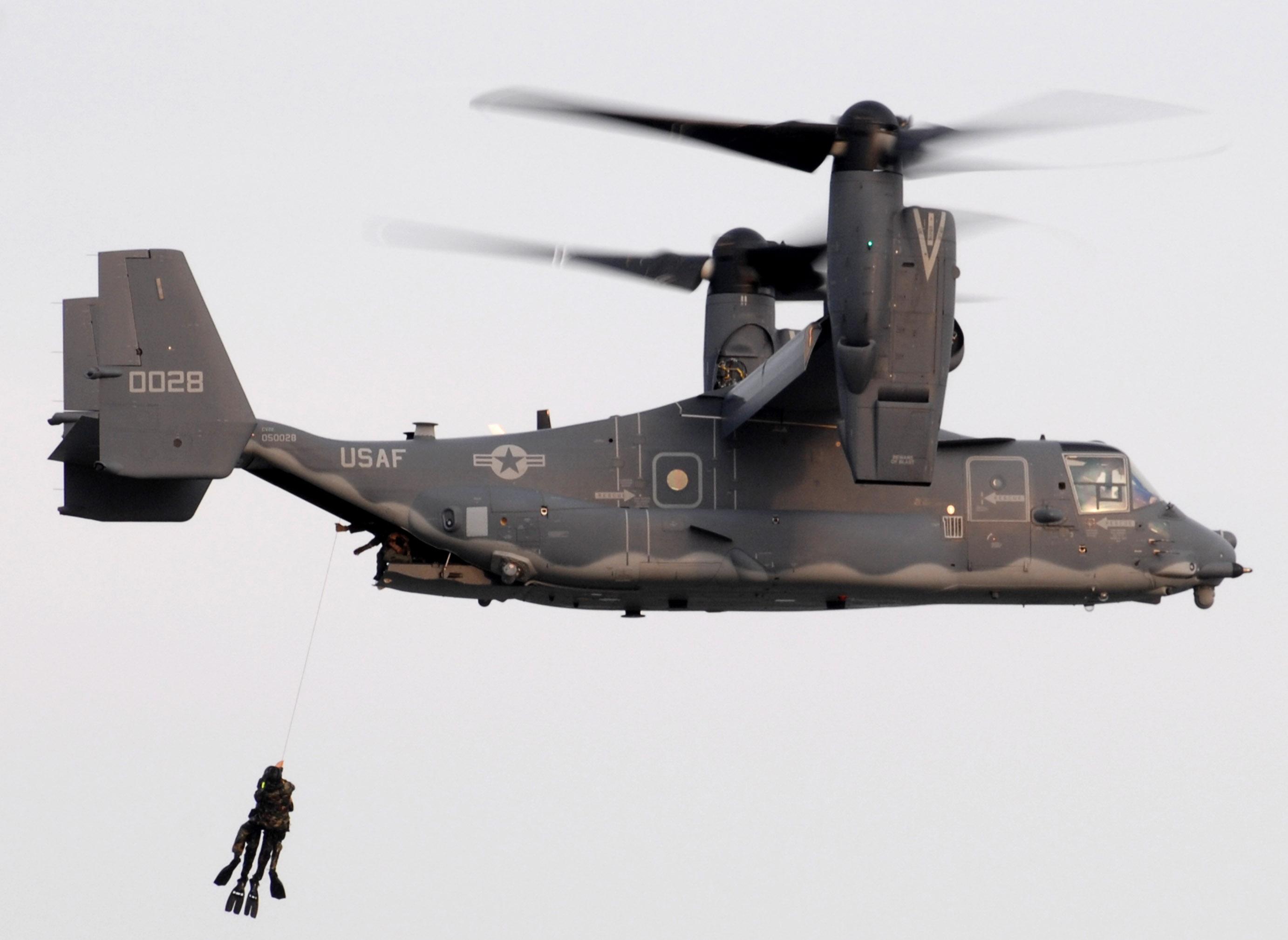
SEAL部隊訓練でホイストに吊り上げられているSEAL隊員。
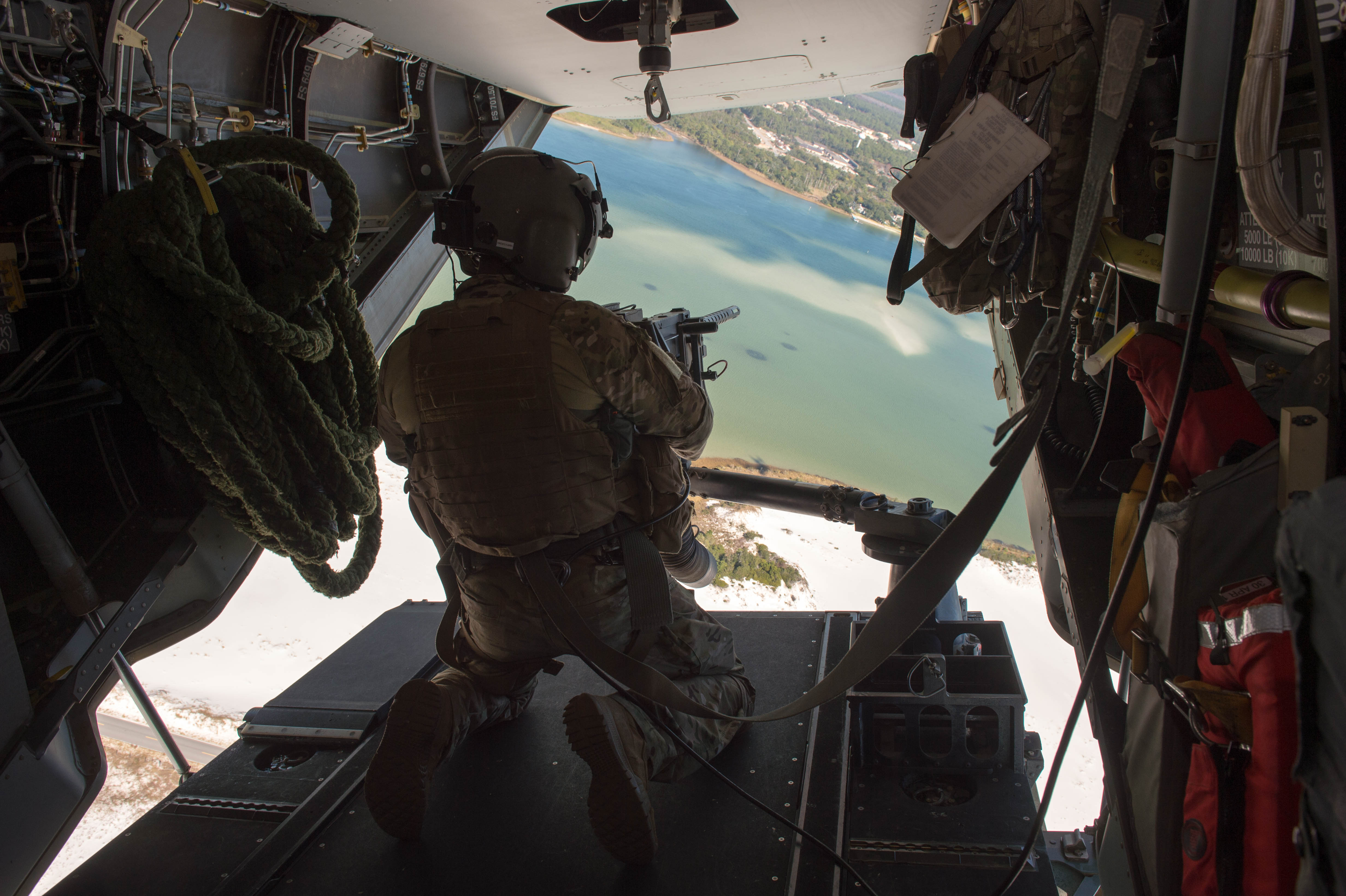
後部ランプの銃座。天井にはホイストが見える

## 搭載量と機内

### 搭載重量
- 最大離陸重量
  - 垂直離陸時：23,859kg
  - 短距離離陸時：25,855kg
  - 自己展開時：27,442kg[12]

### 機内配置
降着装置や燃料タンクが機体底部のスポンソンに、主翼構造全体が機体の最上部に位置しており、機内は最前部の操縦室に続いて左右に分かれた電子装置収容区画と通路があり、その後ろに貨物室/客室となるキャビンがある。乗降はキャビン右側前方の乗降口と最後部の貨物扉から行える。貨物室は非与圧である。当初はNBC防護が要求されていたが、初期の運用テストにおいて気密シールに多大な問題が発生し、キャビンの圧力を維持できなかったことから、システムが使用できず最終的にNBC防護の要求は取り下げられた。そのため、高高度を飛行する際は酸素マスクが必須であり、また機内ヒーターについても外気より10度高くすることができる程度であることから低体温症にも注意が必要である。
操縦室
機体先端の操縦室に左右2席ある操縦席は、通常はヘリコプターと同様に右側が機長席、左側が副操縦士席であり、その後方中央に予備のジャンプシートが1席ある。操縦席は方向が変化する荷重に対して14.5G、横方向だけなら20Gまでの衝撃荷重に耐えられ、上下方向に40.6cmの緩衝ストロークを持っている。
キャビン
キャビン内は横断面で見れば正方形に近い矩形断面であり、大きな凹凸の無い長い機内搭載空間が得られる。このキャビンを兵員輸送仕様にすれば、左右の壁面に背を付ける向きで座面跳ね上げ式のトループシートを24席と右側最前方にクルーチーフ用の1席の計25席を配置することができる。後部の貨物扉は飛行速度240ノットまで空中で開閉できるので、空挺隊員の降下や貨物の空中投下が行える。非常脱出口がキャビン後部天井に1つある。傷病兵輸送仕様では、縦3床x4箇所で12床にする組合せや、縦3床x3箇所での9床に加えて看護員や軽症者などのための5名分のトループシートを配置することもできる。
キャビン最後部の下開き式ランプ兼用貨物扉は尾部側半分が天井方向へ、前方側半分が床方向へ開き、テイルブームが高い位置にあるため大人2名が並んで乗降可能なサイズが確保され、長尺物の搭載も容易で、重機を接近させることも可能である。
アメリカ海兵隊では大型のCH-53E スーパースタリオンと小型のUH-1Y ヴェノムの中間サイズのヘリとして採用されている。
日本の陸上自衛隊が採用している機種と比較するとUH-60Jよりは大きいが、CH-47よりは小さい。キャビン寸法では長さ、幅、高さのいずれもCH-47より小さくキャビン容積が少ない。このため軽量で嵩張る貨物の積載では相対的に不利で、搭乗可能な人員も少ない。

### 機内搭載
- 機内最大ペイロード：9,072kg[注 17]
- キャビン
  - キャビン長：7.37m
  - キャビン最大幅：1.80m
  - キャビン最大高：1.83m
  - 有効面積
  - 有効総容積：24.3m3
- 貨物
  - 貨物最大幅：1.72m
  - 貨物最大高：1.68m[12]

### 機外搭載
胴体下面の前後に計2個のカーゴフックを備え、機内に搭載できない貨物類を吊り下げて運搬することができる。
カーゴフック容量は4,536kg×2である（ただし、2つのフックを合わせた機外吊り下げ最大容量は6,804kgである）。

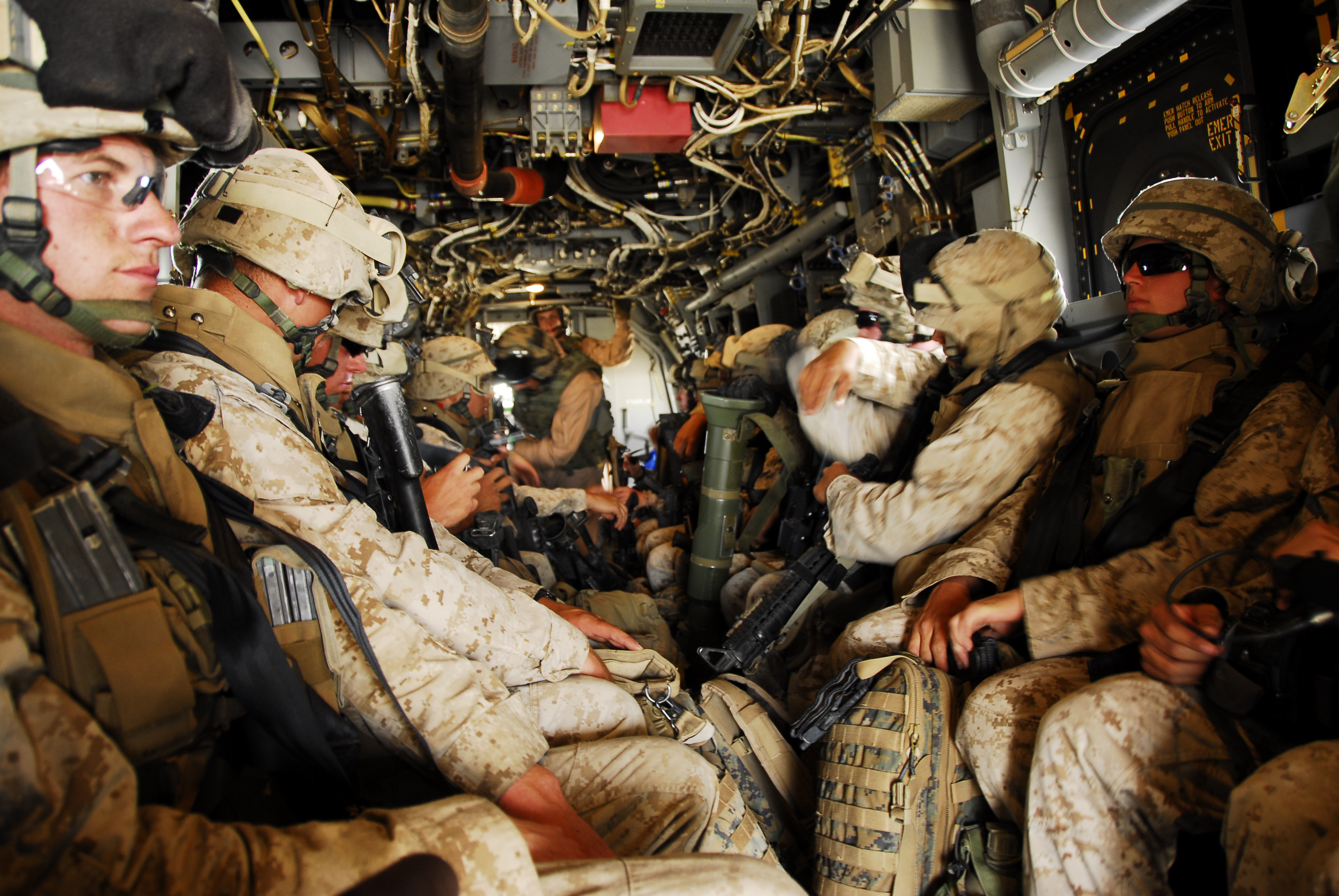
機内の様子
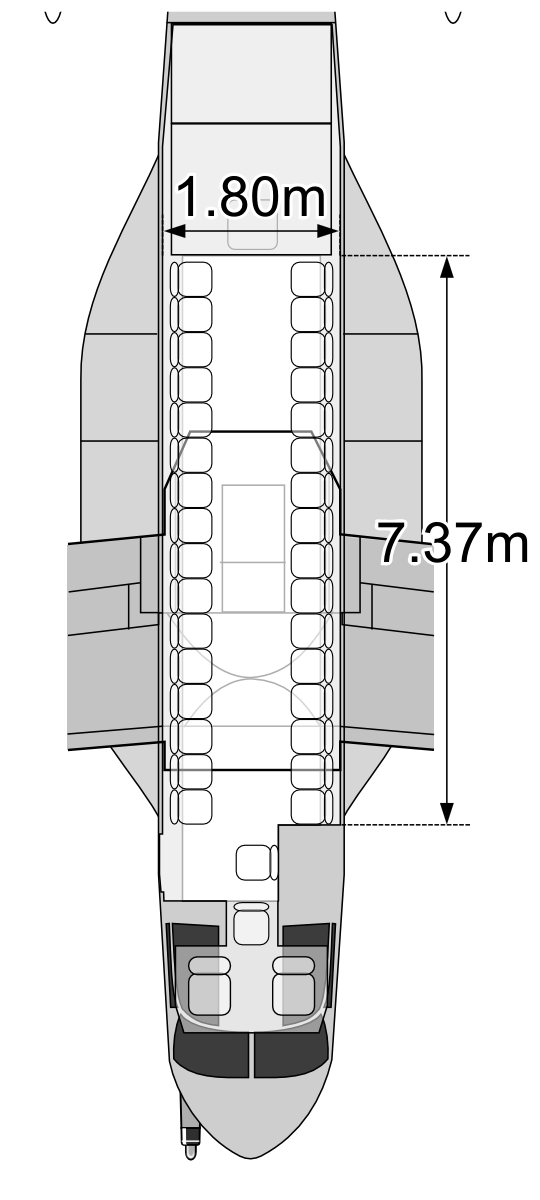
キャビン内座席配置図
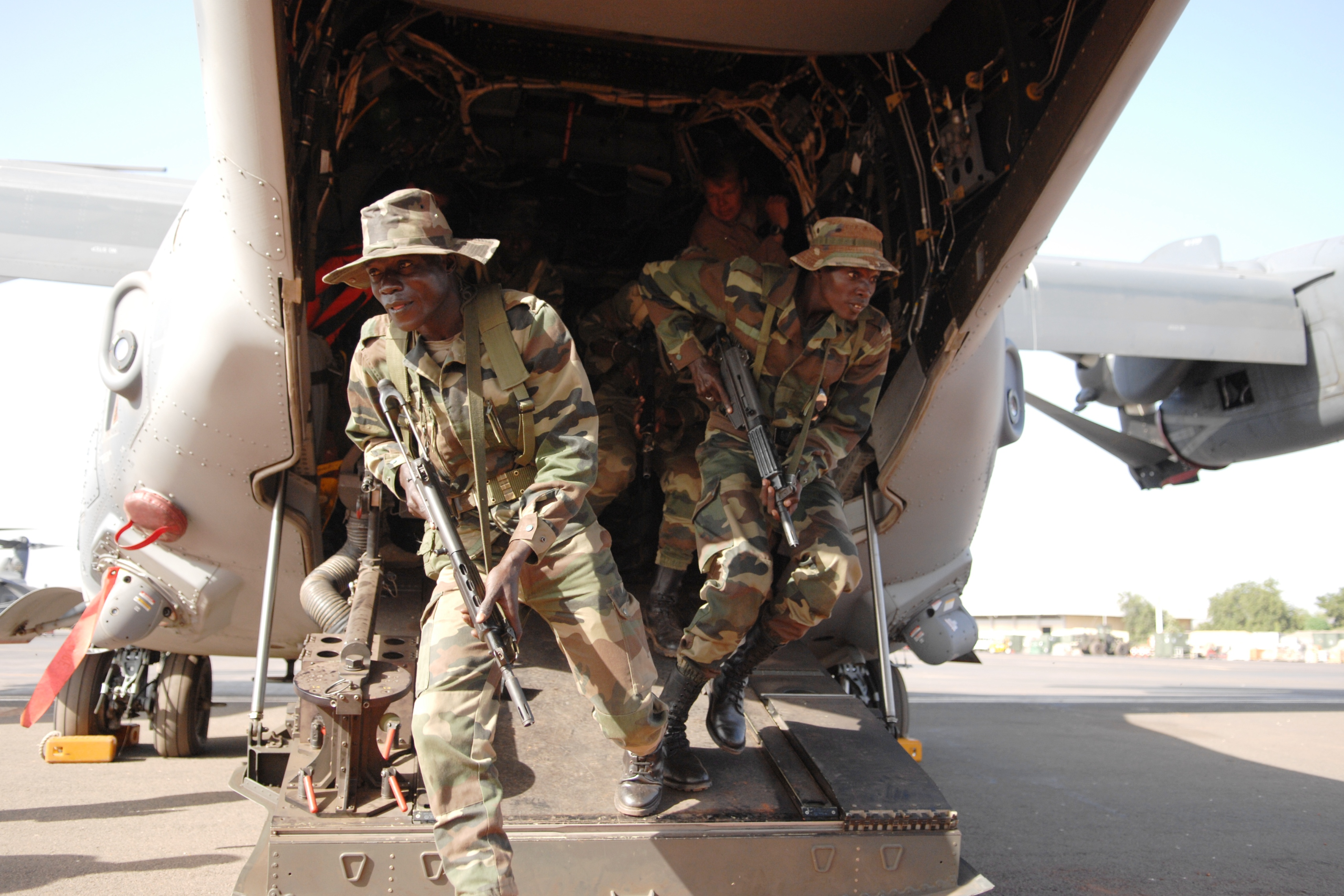
後部の扉から下りる兵士
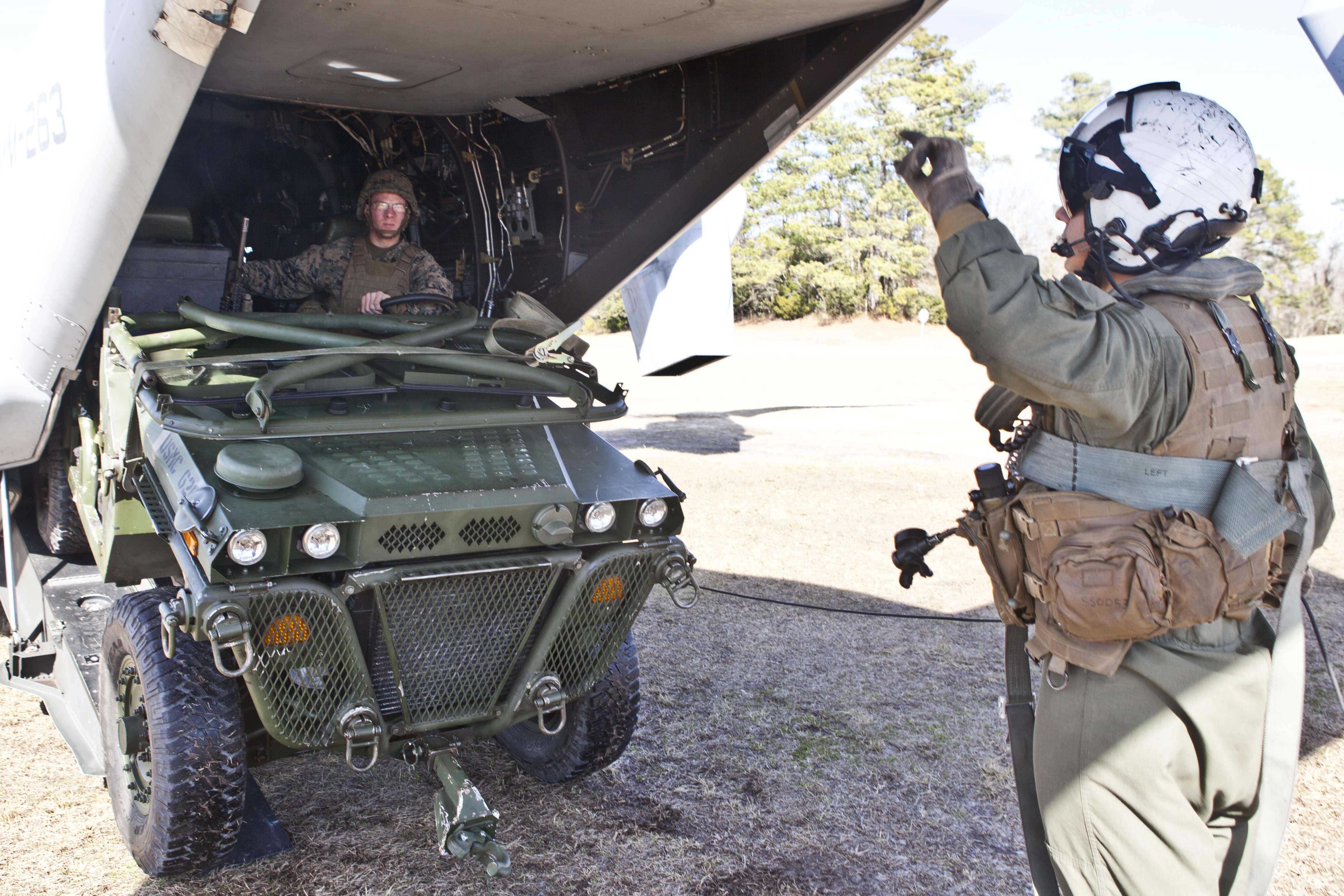
後部の扉から自走して下りるグロウラーITV
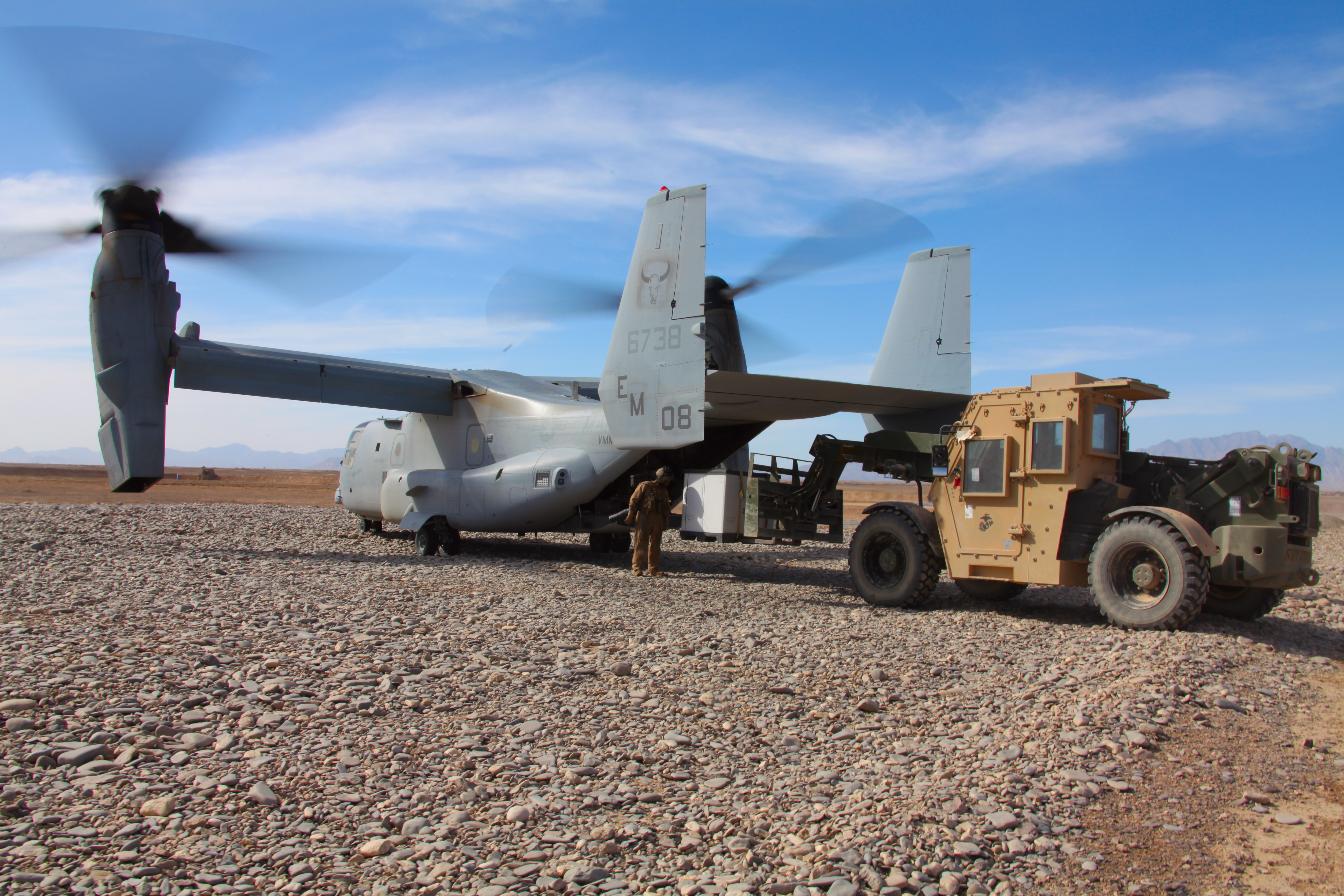
重機で貨物を積み込む様子
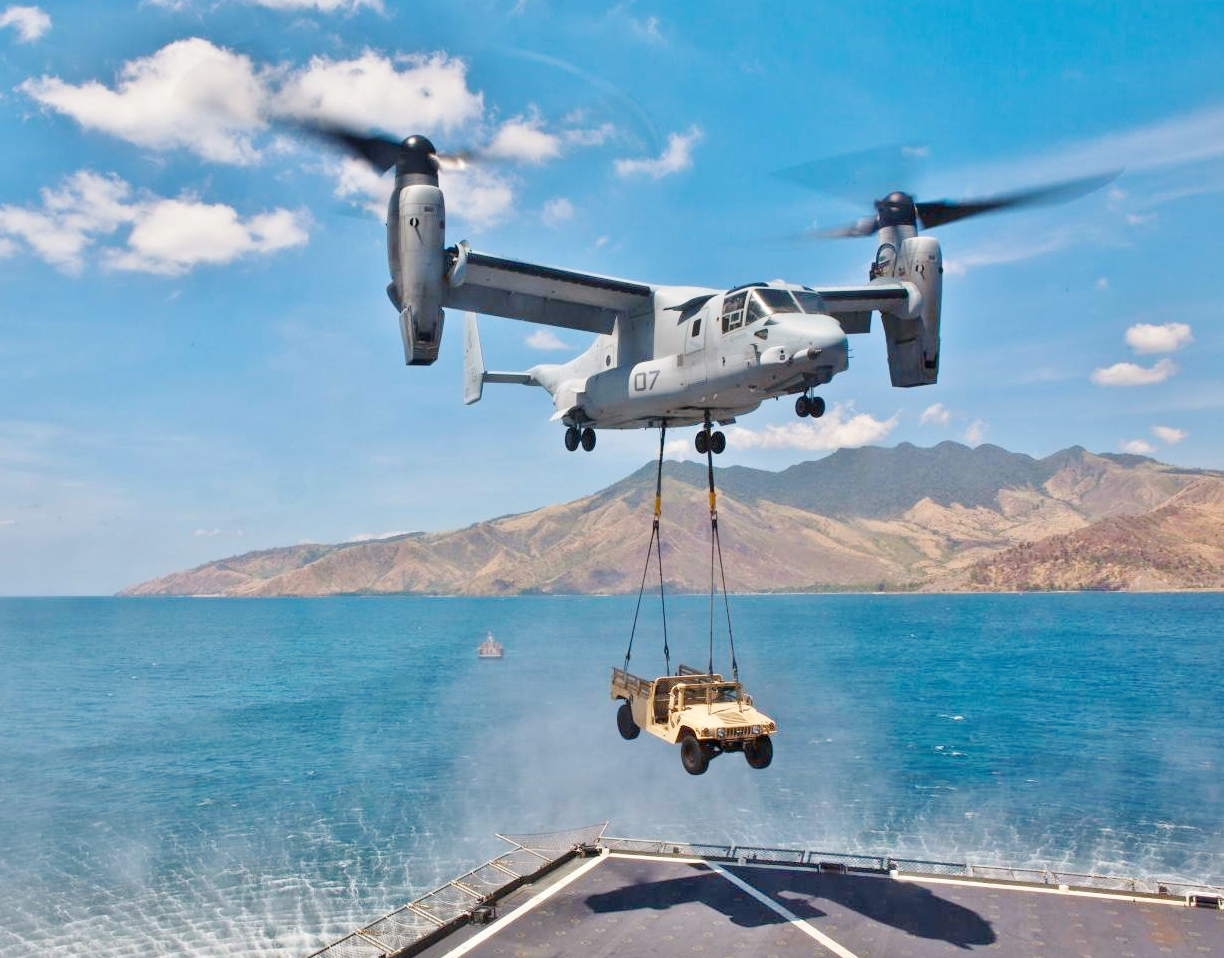
ハンヴィーを吊り下げて輸送する様子

## 操縦

### 飛行モード
V-22は固定翼機の特性を持つ『固定翼モード』、ヘリコプターの特性を持つ『垂直離着陸モード』、その中間の『転換モード』の3つのモードを切り替えて飛行する。

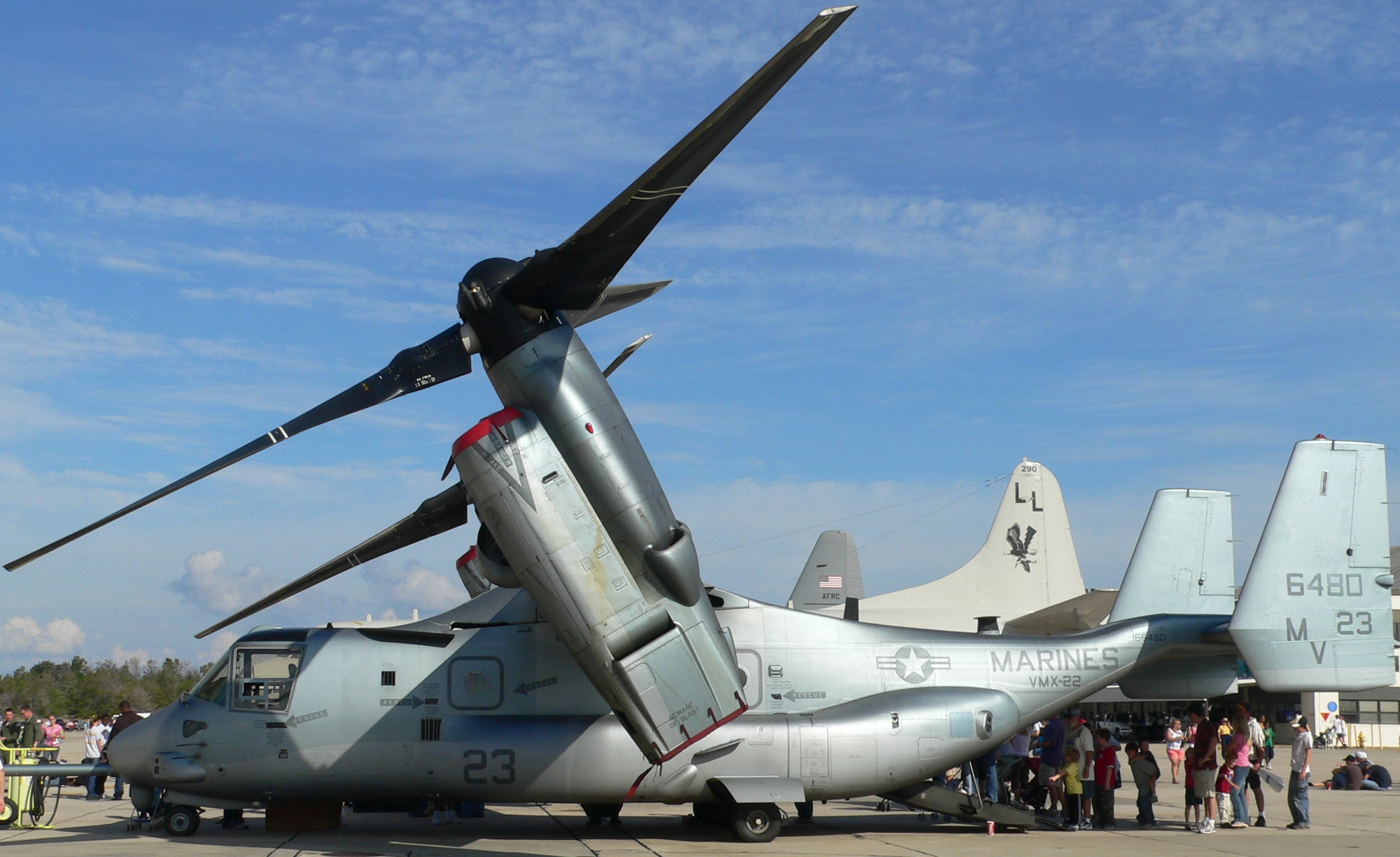
駐機モード。エンジンナセルは45度程度で固定されている。

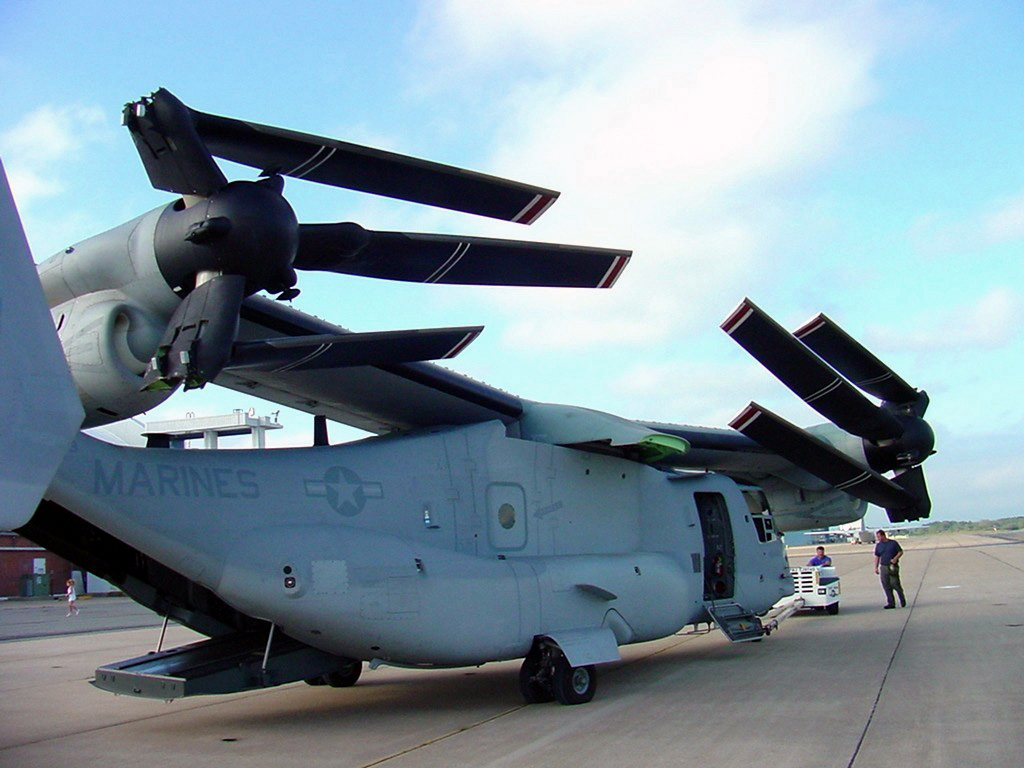
艦載時。ローターと主翼を折りたたんでいる。

固定翼モード
エンジンナセルが水平の状態。固定翼機と同じ特性となる。
巡航時に利用することでヘリコプターよりも高速移動が可能となる。
回転翼モード
この場合、回転翼は広い面積を有し十分な推力を得られるので、通常の固定翼機に比べゆっくりな回転を示している。
垂直離着陸モード
エンジンナセルが垂直の状態。ヘリコプターに近い特性となる。
エンジンナセルは僅かだが後方まで向けることが可能で、低速ながら後退飛行もできる。
転換モード
エンジンナセルが1度から84度の状態。
離陸時の加速や着陸時の減速に利用される。
V-22の回転翼は大型のため、固定翼モードで離着陸すると地面に擦ってしまうが、エンジンナセルを傾けることにより、固定翼機に近い挙動で離着陸が可能となる。
この状態では傾けて回転翼と固定翼の両方の揚力を得て上昇できるため、固定翼機よりも短距離で離着陸することが可能である。
駐機時
陸上での駐機時にはエンジンナセルを垂直か45度程度傾けて固定することが多い。なおブレードを逆Y字にすればナセルが水平でも干渉しない。
艦載時にはエンジンナセルを甲板上では垂直にする。格納庫やエレベーターでは水平にして、回転翼を折りたたみ、固定翼を回転させて格納に必要なスペースを最小限にする。

### 操作
同じインターフェイスで固定翼機とヘリコプターを操縦することになるため、操縦桿やスロットルレバーはAFCSを介し対応するモードに合わせた操作として機体に伝達される。
離陸
転換モード（75度～60度）で短距離離着陸（STOL）する。通常の固定翼航空機のように地上滑走によって固定翼面だけで揚力を得る離陸はできない。
積載量が少なく滑走距離が短い条件では、垂直離着陸モードによる離着陸もできる。
巡航
垂直離着陸モード
垂直離着陸モードによる飛行制御はヘリコプターの操縦に近い。両足中間のサイクリック操縦桿と座席左側の出力制御レバー（TCL）、足先のラダーペダルによって行う。サイクリック操縦桿を左右方向へ倒すことで、2つのプロップローターでコレクティブ・ピッチに差を作ることで左右の揚力差が生じ、また、同時にラテラル・サイクリックによる操作でプロップローターの回転面が傾くことも加わって、ロール操作が行える。サイクリック操縦桿を前後方向へ倒せば、プロップローターが前後に傾きピッチ操作が行える。ラダーペダルの片側を踏み込めば、2つのプロップローターが互いに前方と後方に傾くことで機首の向きが変えられ、ヨー操作が行える。
固定翼モード
固定翼機モードによる飛行制御は固定翼機の操縦と同じである。サイクリック操縦桿は操縦桿に、TCLがスロットルレバーに相当し、ラダーペダルはそのままラダーペダルとして機能する。サイクリック操縦桿を左右方向へ倒すことで、左右互い違いに動く主翼後縁のフラッペロンが上下運動し、ロール操作が行える。サイクリック操縦桿を前後方向へ倒すことで、水平安定板後縁のエレベーターが上下運動し、ピッチ操作が行える。ラダーペダルの片側を踏み込めば、垂直安定板後縁のラダー2枚が連動して動くことでヨー操作が行える。
着陸
着陸地点が十分に広ければ、転換モードで減速してから着陸することで自らが作る下降気流（ボルテックスリング）によって失速を招く危険を避けられる。
着陸地が狭い場合や重量が軽い場合には、 垂直離着陸モードでほぼ垂直に降下して着陸する。
予防着陸
垂直離着陸モードでの緊急時の着陸ではオートローテーションを行えるという情報がある 一方で、垂直離着陸モードでは110ノット毎時（約200km/h）以上の速度がないとオートローテーションが行えないという情報がある。固定翼モードでは飛行中に両エンジンが停止した場合に垂直離着陸モードに切り替えることはできず、着陸には固定翼のみを使用する。回転翼は緊急着陸などで地面に接触した場合、脱落するように設計されている。但し、片側のエンジンが作動している場合は、そのまま飛行可能であり、転換モードおよび垂直離着陸モードへの切り替えが可能である。
なお、たとえ強い衝撃が加わってもクラッシャブル構造により乗員を保護する安全性能となっている。

## 性能
ティルトローター機であるV-22の最高速度は300 kn (556 km/h)を超える。これは、現在米軍が採用している同規模のヘリコプターCH-53E（170 kn (315 km/h) 自重15t）と比べて実に130 kn (241 km/h)ほど高速である。速度に特化した高速ヘリコプター（最大速度200 kn (370 km/h)程度）と比べても1.5倍の速度差であり、シコルスキー社が開発した実験機シコルスキー X2の225 kn (417 km/h)程度）よりも速い。
回送時（貨物積載無し）の航続距離は1,940 nmi (3,590 km)あり、空中給油が可能であるためさらに延長できる。これはCH-53Eの倍近い距離となっている。垂直離着陸をした場合には航続距離は短くなる。
固定翼を併用するために、回転翼だけよりエンジンの単位出力当たり大きな揚力を得られる。また、回転翼機よりも上昇限度が高い。またローターと主翼は折りたたむことが可能であり空母だけでなく強襲揚陸艦でも運用できる。例としてサン・アントニオ級ドック型輸送揚陸艦ではヘリコプター甲板に4機・格納庫に1機の積載とヘリコプター甲板から同時に2機の発着が可能とされている。
2007年9月にイラク配備のための輸送では、ワスプ級強襲揚陸艦「ワスプ」に10機が積載された。

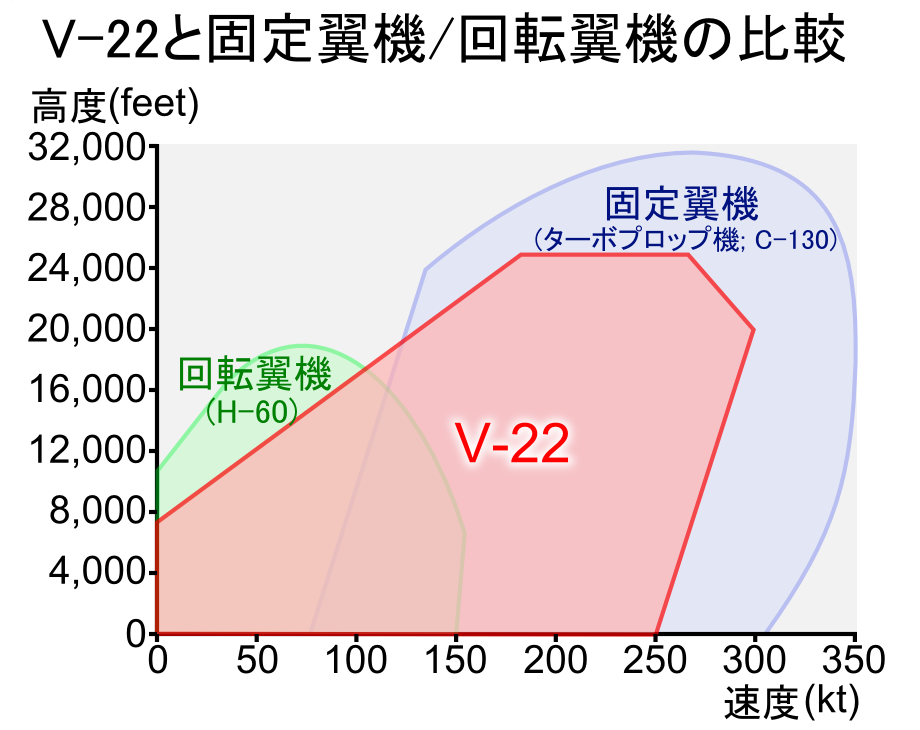
C-130やUH-60シリーズとの比較
MV-22の作戦行動半径（英語版）を基にした円（点線。実線はCH-46E）
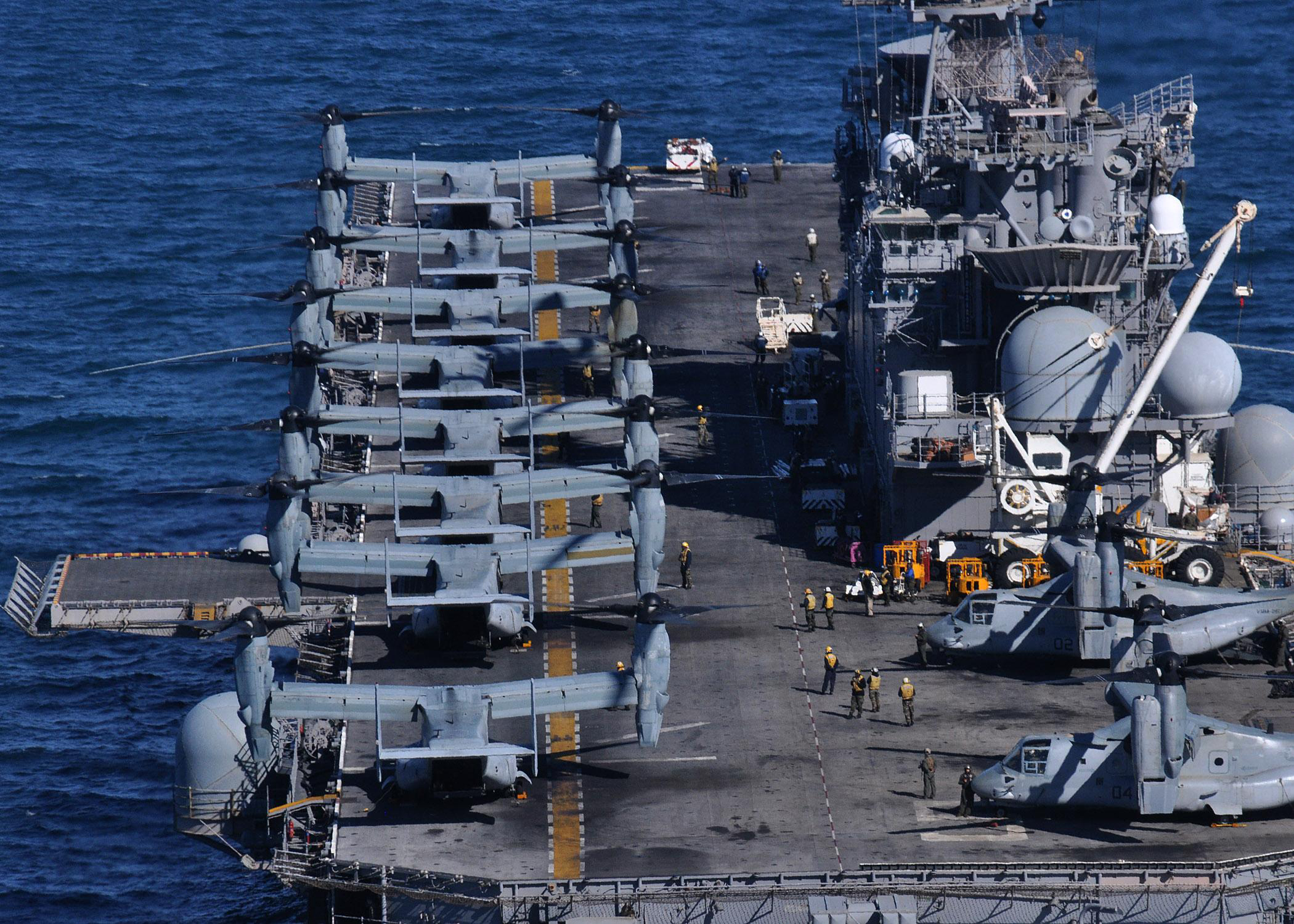
「バターン」の飛行甲板に並べられたMV-22B

## 調達
アメリカ国防総省では458機のV-22を調達することを計画していた。内訳は海兵隊用の輸送機MV-22が360機、アメリカ特殊作戦軍向けの空中突撃用機CV-22が50機、海軍向けの戦闘捜索救難、特殊作戦用機HV-22が48機であった。特殊作戦軍の調達については空軍からも予算が支出される。
低率初期生産（LRIP）段階では2000年に2回の重大な航空事故が発生したものの、それ以降は大きな問題も発生せず、2005年に運用評価を完了した。2005年9月19日にCV-22量産1号機が空軍に引き渡された。2005年10月28日に国防調達会議は全規模量産（FRP）の開始を承認した。2007年6月13日に米海兵隊のMV-22Bが初期作戦能力(IOC)を獲得した 。2007年12月からイラク西部の戦闘作戦に初めて参加し、初のヘリボーン作戦は、2008年3月18日にMV-263所属の2機のMV-22Bがイラクにおいて行った。2009年3月16日に米空軍のCV-22Bが初期作戦能力(IOC)を獲得した。
FY2010までに216機が調達されている（内訳はMV-22が185機、CV-22が31機）2008年3月28日に結ばれた契約ではFY2008からFY2012までに167機を104億ドルで調達することが取り決められた。
アメリカ陸軍は、UH-60とCH-47で十分任務を果たせるとしてV-22を採用していない。
2015年1月17日、アメリカ海軍は、C-2艦上輸送機の後継をV-22にすると発表。44機の導入を予定している。2016年2月3日には正式名称をCMV-22Bと決定した。2018年の生産開始を予定している。
2020年6月10日、通算400機目のV-22が納入された。この機体は空軍特殊作戦コマンドに所属するCV-22である。
2023年12月8日、アメリカ合衆国政府はオスプレイの生産ラインを2026年に閉鎖させる方針を示した、ただし、運用は2050年代まで継続の模様。

## 配備
以下に2015年時点の配備状況と配備予定を示す。

### アメリカ海兵隊

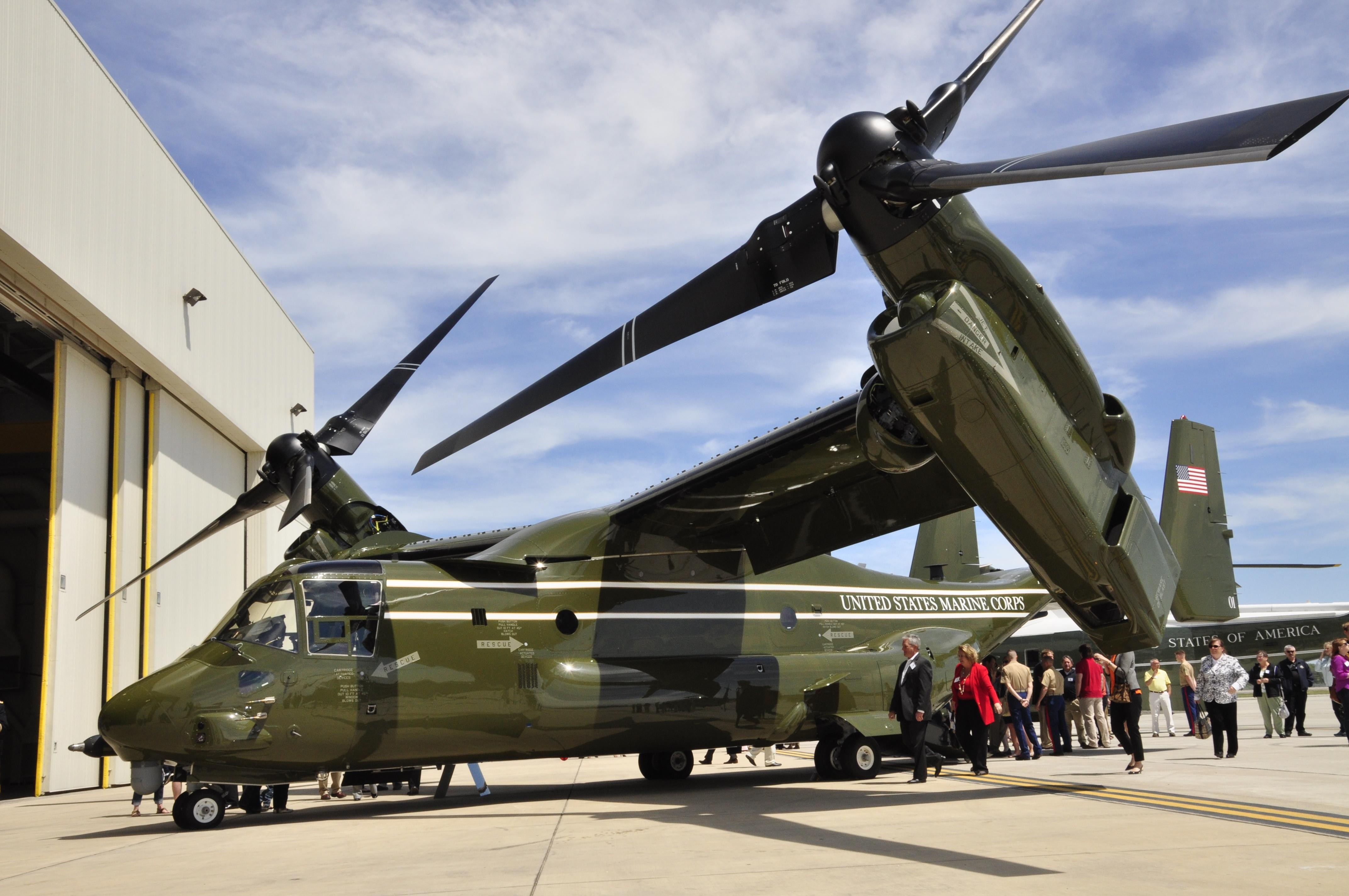
HMX-1に配備されている政府要人輸送仕様のオスプレイ

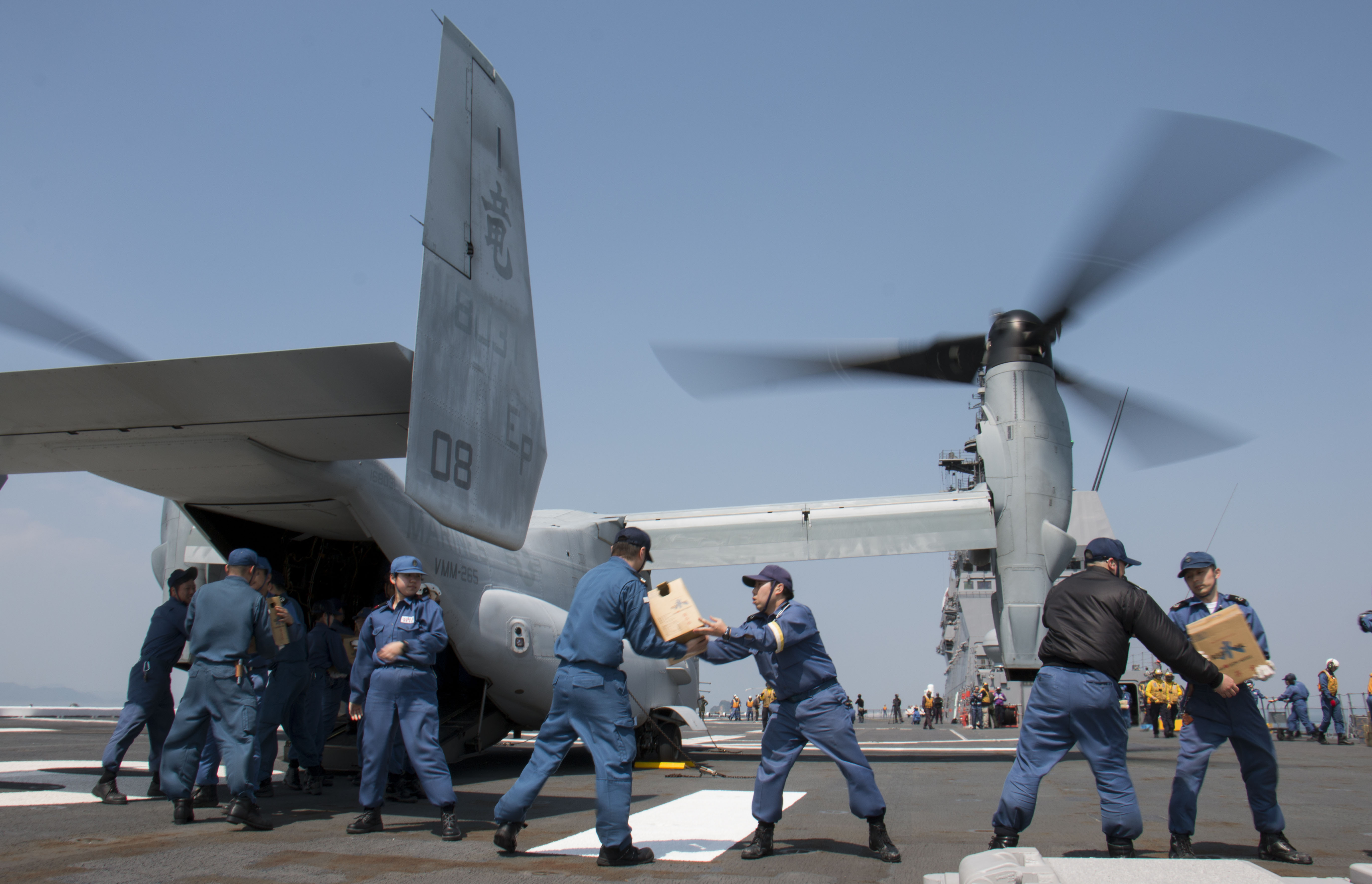
熊本地震支援のため海上自衛隊のひゅうがから救援物資の積み込みを受けるVMM-265のオスプレイ

- MAG-26：ノースカロライナ州、ニュー・リバー海兵隊航空基地
  - 7個海兵中型輸送飛行隊[注 21]
- MAG-16：カリフォルニア州、ミラマー海兵隊航空基地
  - 7個海兵中型輸送飛行隊[注 22]
- MAG-36：沖縄、普天間基地
  - 2個海兵中型輸送飛行隊[注 23]
- MAG-39：カリフォルニア州、キャンプ・ペンドルトン
  - 2個海兵中型輸送飛行隊[注 24]
- 予備役
  - 1個海兵中型輸送飛行隊[注 25]

### アメリカ空軍
- AETC（航空教育訓練コマンド）：ニューメキシコ州、カートランド空軍基地
  - 58SOW/71SOS "Strike Swifty"
- AFSOC（空軍特殊作戦コマンド）：
  - 1SOW/8SOS "Blackbirds"フロリダ州、ハルバート・フィールド
  - 27SOW/20SOS "Green Hornets"ニューメキシコ州、キャノン空軍基地[47]

### 日本国内への配備計画

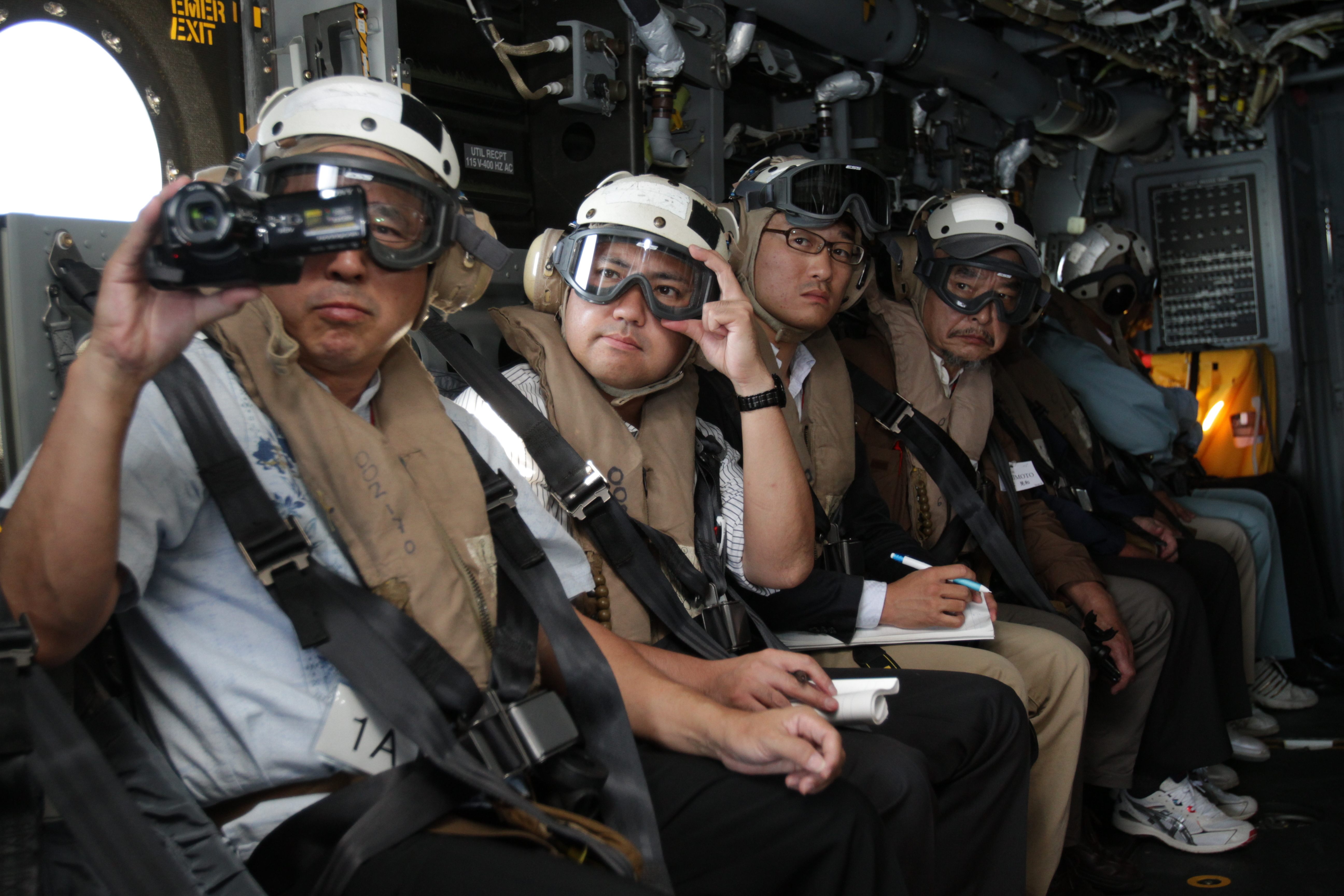
MV-22Bに試乗する日本の政府関係者（2012年9月27日）

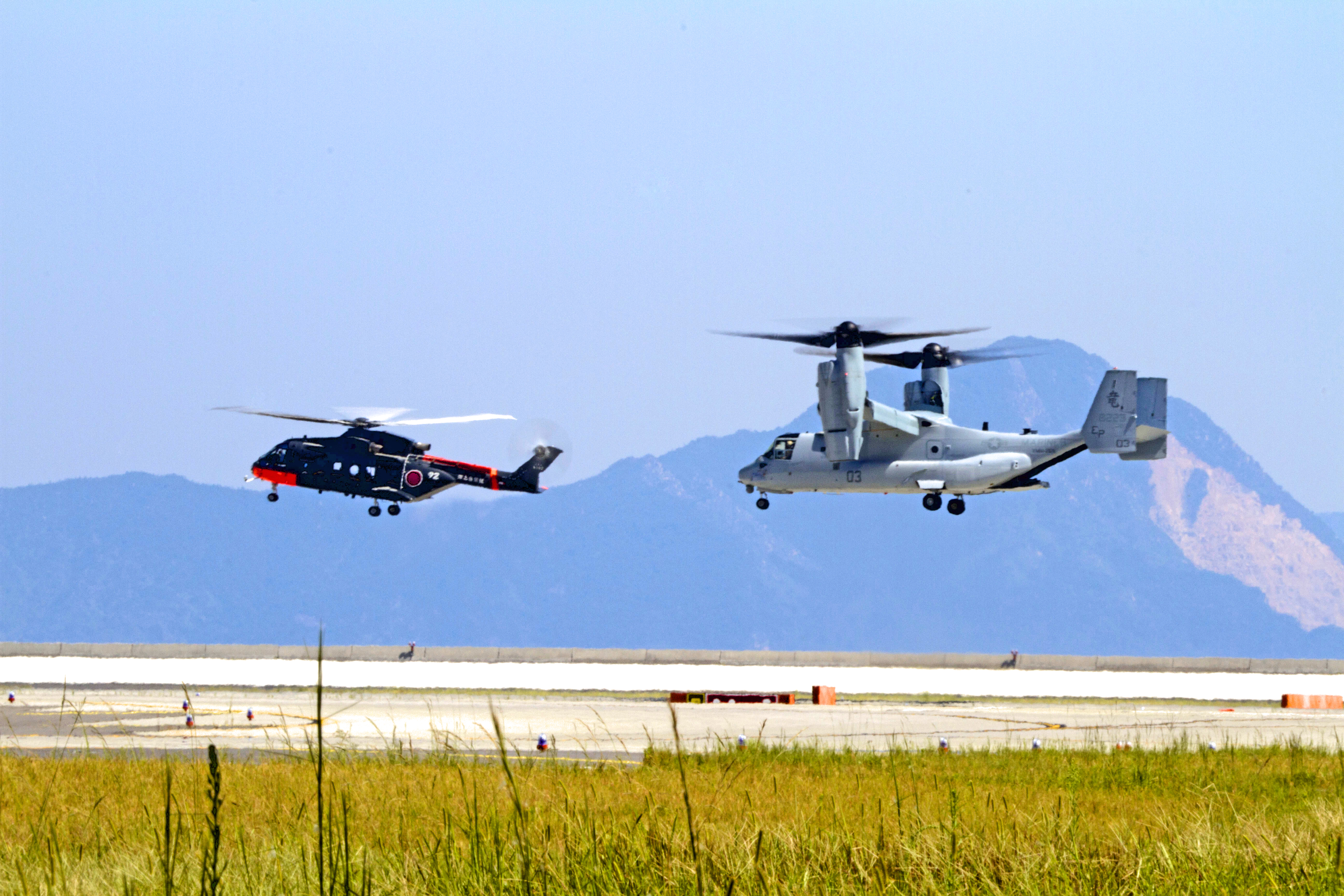
試験飛行のため離陸するMV-22。前方のヘリは海自のCH-101（9月21日、岩国基地）

在日米軍の再編で沖縄県宜野湾市の普天間飛行場の移設に伴う代替施設（名護市辺野古）への配備が計画されていることが、米軍作成資料から明らかになっているが、日本国政府は承知していないとしていた。しかし、2008年4月22日、外務大臣（当時）の高村正彦は、参議院外交防衛委員会で山内徳信議員の質問に対して「配備の可能性がある」との認識を日本政府として初めて示した。
その後、鳩山由紀夫内閣下で普天間基地移設問題が混乱し、2014年までの普天間飛行場移設が困難となったため、2011年6月6日、米国防総省は2012年後半に、MV-22を沖縄県宜野湾市の米軍普天間飛行場に配備すると正式に発表した。それを受けて2011年6月13日、北澤俊美防衛大臣は、沖縄県庁で仲井真弘多知事と会談し、米軍普天間飛行場へのMV-22配備を説明した。2012年7月23日にはMV-22Bが岩国飛行場に搬入され、9月21日に日本国内初の試験飛行が山口県沖や福岡県沖で行われた。9月27日は日本の政府関係者を載せて飛行を行った。10月1日に、6機、2日には3機が普天間飛行場に移され、4日午前に訓練飛行が行われた。これに対し仲井真弘多沖縄県知事は、「これだけ県民が反対しているものを使い出すのは、非常にむちゃな話だ」と批判した。
アメリカ合衆国連邦政府は2015年5月8日、2017年から空軍向けの特殊作戦型CV-22を横田基地に10機配備する方針を決め、日本政府に伝えた。2017年後半に3機、数年以内にさらに7機を配備する予定であり、2018年4月4日には輸送船で運ばれた最初の5機が、横浜港の米軍施設である横浜ノースドックに到着して陸揚げされ、翌日の2018年4月5日に横浜ノースドックから離陸して、横田基地に到着にしている。この5機は数日で一旦日本を離れて「地域の安全保障の訓練」を行い、夏頃に横田基地に戻り、正式に配備される予定である。
防衛省は2015年10月30日、国際入札により沖縄駐留海兵隊のオスプレイの定期整備拠点が、千葉県の陸上自衛隊木更津駐屯地に決まったと発表した。整備は富士重工業（現・SUBARU）が行い、陸上自衛隊が導入する機体も同地で共同整備される。2017年1月30日13時10分頃、木更津飛行場に普天間基地第262海兵中型ティルトローター飛行隊 (VMM-262)所属MV-22Bオスプレイ1機目（機体番号:8006）が修理予定で飛来。2018年6月25日昼過ぎには同じく普天間所属2機目（機体番号:8220）のオスプレイが飛来しているが、1機目が2019年2月まで整備期間が長引き、同月26日に格納庫外で試験飛行が確認され、同年3月5日に木更津から出発（機体番号:8006）が確認された。

#### 佐賀空港整備
* 2023/10/1　駐屯地以外の全体事業費8027億円。

## 輸出

### 運用国

#### 日本
1990年12月に閣議決定した03中期防の策定過程で、海上自衛隊は中期防に直接盛り込む装備とは別に「将来構想」として当時開発段階にあったV-22を救難機として導入する計画を提案していた。元統合幕僚会議議長の佐久間一によれば、海上自衛隊はV-22を「UV-22」として計画しており、航空救難を行う救難機として導入しようとしていたが、アメリカ海軍での開発が遅れたことが原因で、UV-22を断念し、代わりにUS-1Aを1機追加購入することになったという。佐久間はV-22について、「将来、アメリカ海軍が本当に実運用して安定した運用をするようになると、海上自衛隊ももう一度注目しなきゃいけない」と述べている。
防衛省は、平成25年（2013年）度予算案にオスプレイ調査費を計上し、災害救援や輸送など自衛隊の活動目的に照らすとともに、離島対処に対する運用を研究することとなった。日本国内での取り扱いは三井物産エアロスペース株式会社が担当している。日本の導入価格は2012年12月時点で一機当たり約100億円と見られていた。
2015年5月5日、アメリカ合衆国国務省が17機のV-22BブロックC及びエンジンや赤外線前方監視装置、ミサイル警報装置各40基と乗員の訓練費用を含む、推定30億ドル（約3600億円）分の装備を日本に売却する事を承認し、同年7月14日、平成27年（2015年）度予算分の最初の5機を3億3250万ドル（約410億円）で購入する事に日本が合意したと発表した。これはアメリカ以外への初めて導入であり、対外有償軍事援助による販売も初となる。
2015年12月24日、平成28年（2016年）度予算案にてオスプレイの残り12機分を1321億円で一括購入する案が見送られた。
2016年12月2日、防衛省は陸上自衛隊が導入する予定のV-22について、国内での修理にかかる技術援助契約を締結する修理事業者を富士重工業（現SUBARU）に決定したと発表した。
2017年8月26日、テキサス州アマリノにあるベル・ヘリコプター社の施設内において、日本向け初号機が地上でのエンジンテストが行われているのが確認されている。機体には日本向けのカモフラージュ塗装を施している。
救難機ではなく汎用輸送機として陸上自衛隊が運用する。佐賀空港に新規の駐機場を開設する予定だったが、用地取得の遅れや自衛隊機の事故で地元との調整が滞っているため木更津駐屯地に暫定配備されている。
フライトシミュレータはアメリカ海兵隊が導入したコンテナ型の飛行訓練装置（FTD）を採用するとした。動揺装置を搭載した模擬飛行装置（FFS）よりも10億円ほど安く、移動可能なため暫定配備した木更津駐屯地から佐賀空港へ移設する際にも有利とされる。
2018年12月21日、防衛省はV-22の教育訓練を2019年3月から2020年5月までの間アメリカノースカロライナ州のニュー・リバー海兵隊航空基地で行うことを発表した。
2019年7月に公開された日本向けの機体は上面が灰色、下面が白の2色迷彩となっている。
2020年3月26日、V-22とCH-47J/JAを運用する部隊として第1ヘリコプター団に輸送航空隊が新編された。本部とV-22の部隊は前述の木更津駐屯地にて編成された。
2020年5月8日、アメリカ海兵隊は日本向けのオスプレイが岩国基地に到着したと発表した。

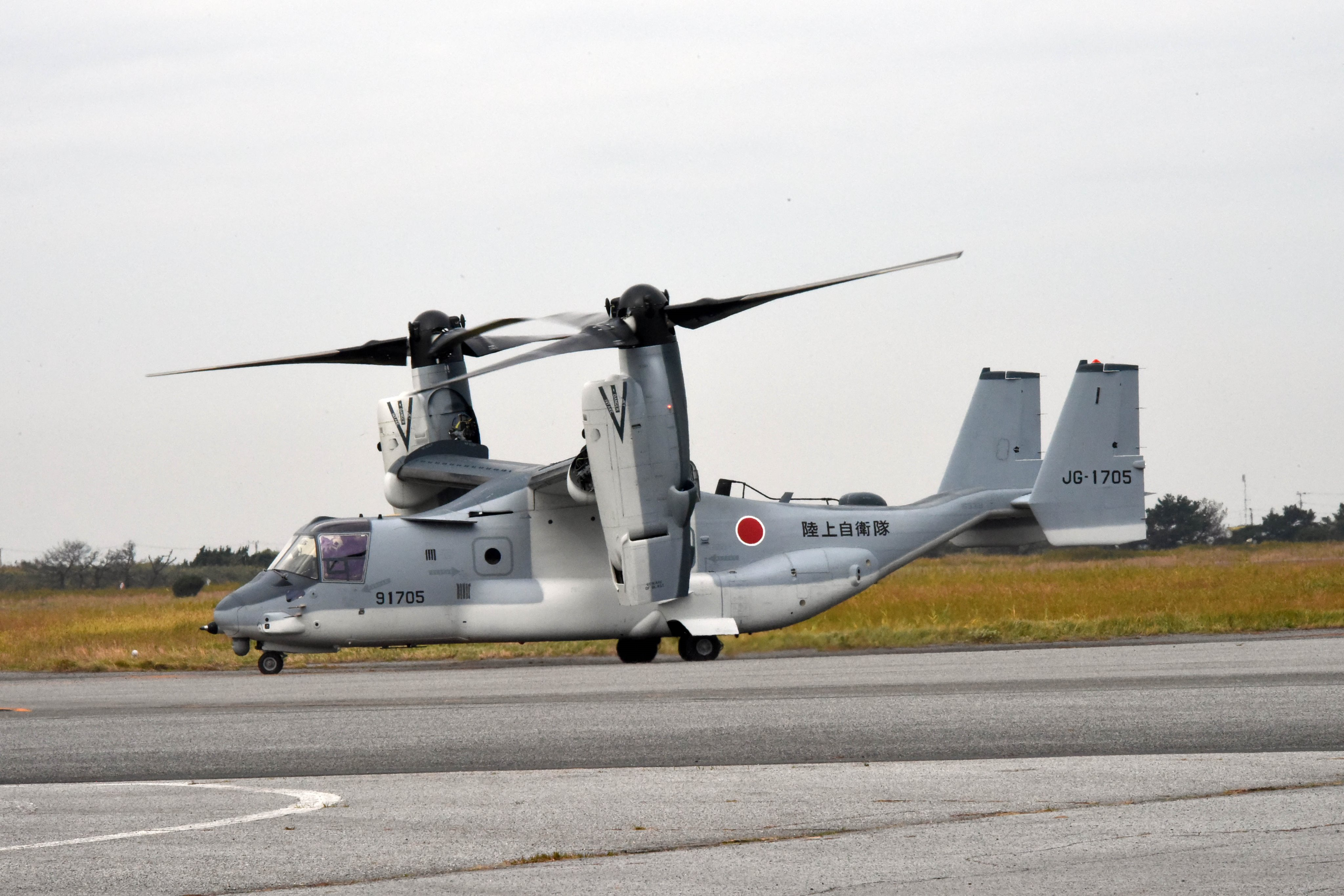
陸上自衛隊配備の番号91705機体

2020年7月10日、陸上自衛隊用V-22の1機目（機体番号：91705）が木更津駐屯地に到着し、輸送航空隊に配備された。7月16日には、2機目（機体番号：91701）が到着した。2025年8月12日、全17機の木更津駐屯地から佐賀駐屯地への移駐が完了した。
2025年3月末時点での陸上自衛隊の保有数は17機。
| 予算計上年度         | 調達数 |
| -------------------- | ------ |
| 平成27年度（2015年） | 5機    |
| 平成28年度（2016年） | 4機    |
| 平成29年度（2017年） | 4機    |
| 平成30年度（2018年） | 4機    |
| 合計                 | 17機   |

### 採用検討国

#### アラブ首長国連邦
遭難救助機としての採用を検討していたが、UAEはアグスタウェストランド社のAW609を選択、V-22の採用は見送られた。

#### イスラエル
イスラエル政府は現在導入が決定しているCH-53Kと共に特殊作戦、および遭難救助能力強化のため、V-22数機を導入することに強い関心を示している。

#### カナダ
遭難救助機としてのトライアルのため、ボーイング社から2機を供与されている。

#### インド
2011年には海軍が建造中であった空母「ヴィクラント」での運用を想定して、ボーイング社とアメリカ海兵隊主催の実機を用いた説明会に参加した。現在運用中のKa-31早期警戒ヘリコプターの後継機として取得を検討している。

#### インドネシア
2020年7月6日、アメリカ国務省はインドネシアへMV-22BブロックCオスプレイ8機のFMSによる輸出を承認した。機体や予備の部品、サポートなども含めて総額で約20億ドルの契約となる。この8機はインドネシア陸軍に配備され、島嶼の多い同国での様々な作戦に用いられることになる。ただしこの承認はあくまでもアメリカ側の手続きであり、インドネシア国防省はMV-22の導入計画を否定している。

## 運用
2019年10月初旬の時点において、アメリカ海兵隊、空軍および海軍が合計375機を保有しており、その総飛行時間は、50万時間を超えている。

### アメリカ海兵隊
2007年7月10日、イギリス海軍の空母「イラストリアス」への着艦を行った。これは、アメリカ以外の国の艦船への初めての着艦となった。

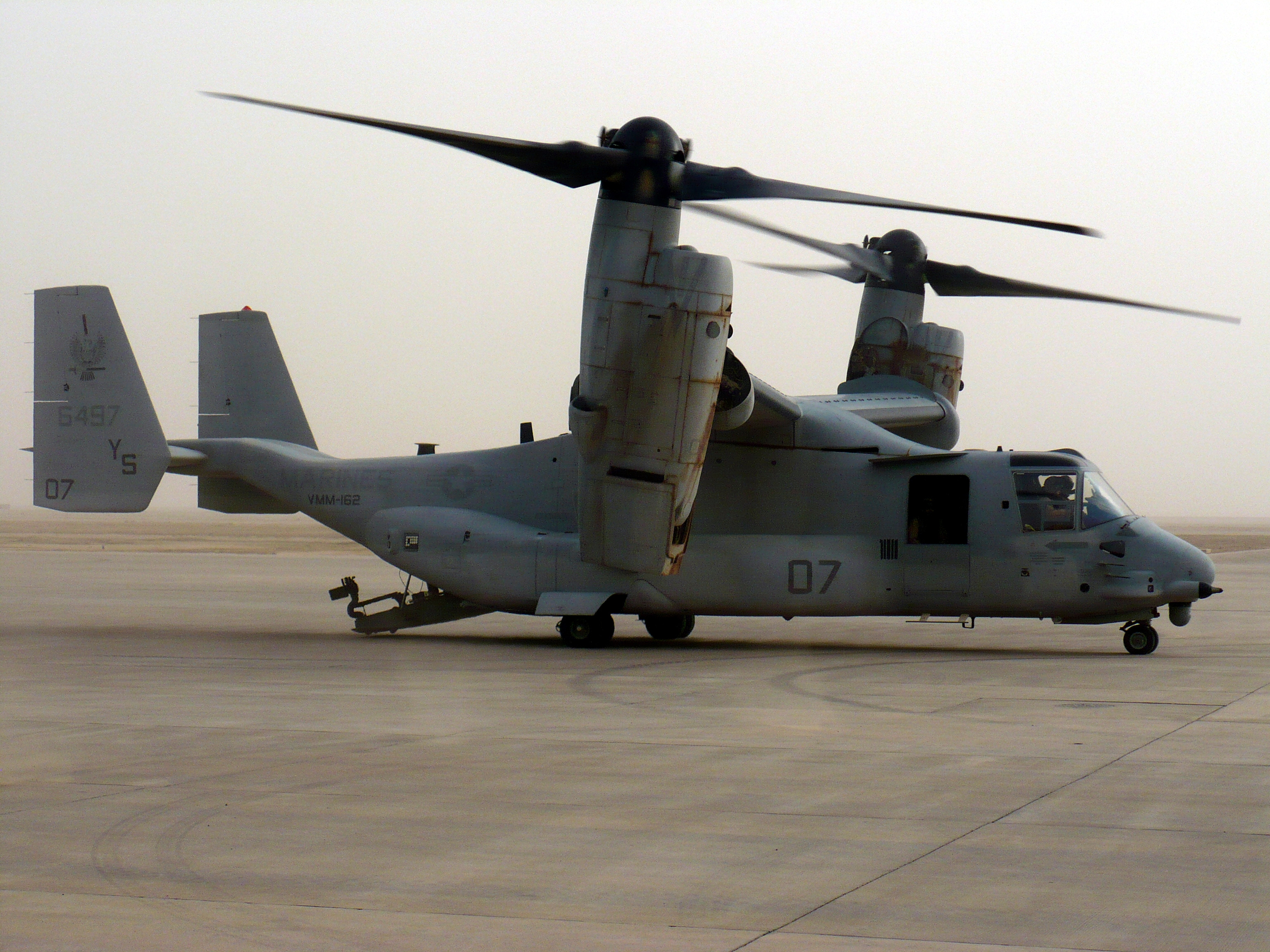
2008年、イラク派遣中の第162海兵中型ティルトローター飛行隊（VMM-162）のMV-22

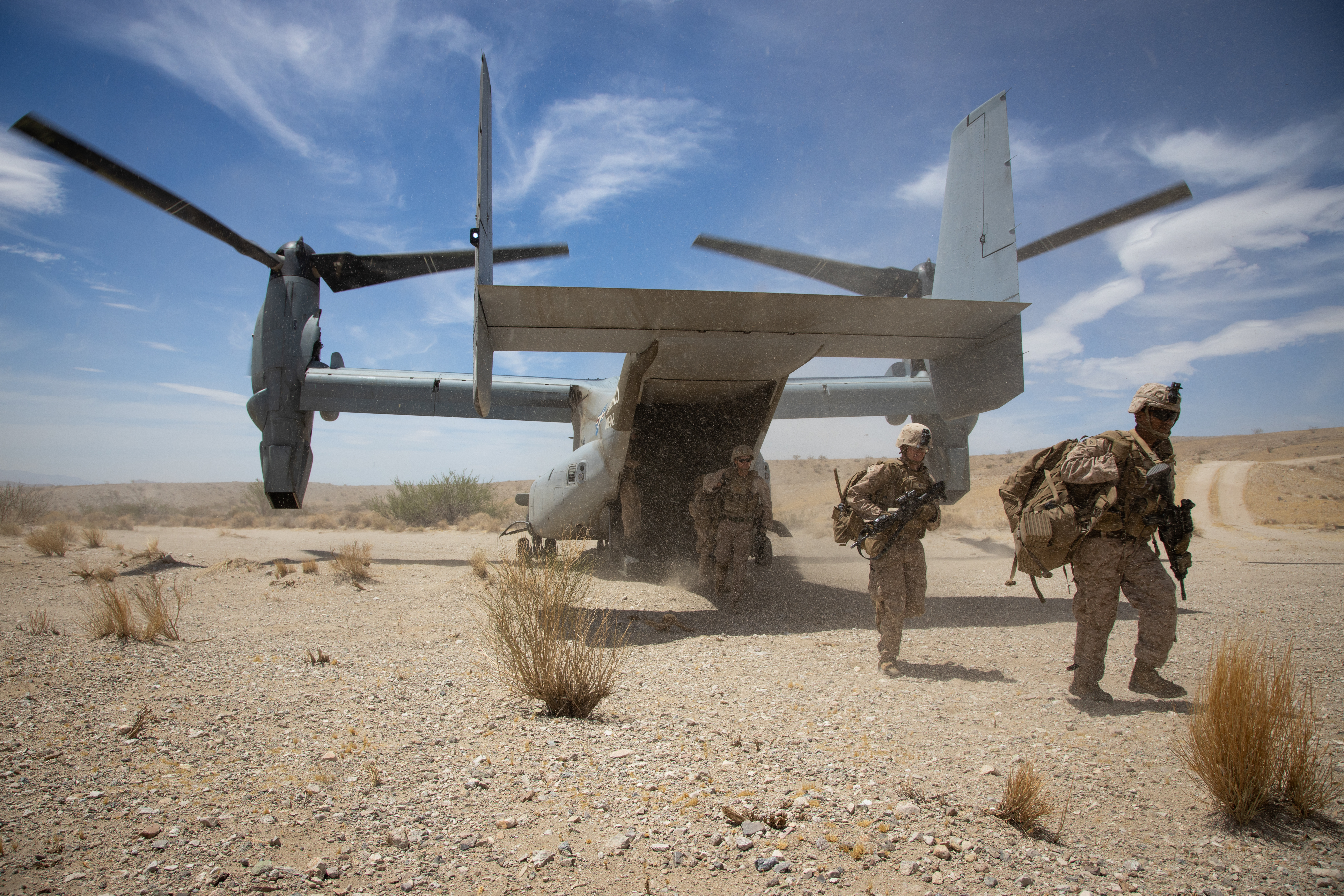
2019年、カリフォルニア州トゥエンティナイン・パームス海兵隊空陸戦センター の近郊でMV-22から降機する海兵隊員

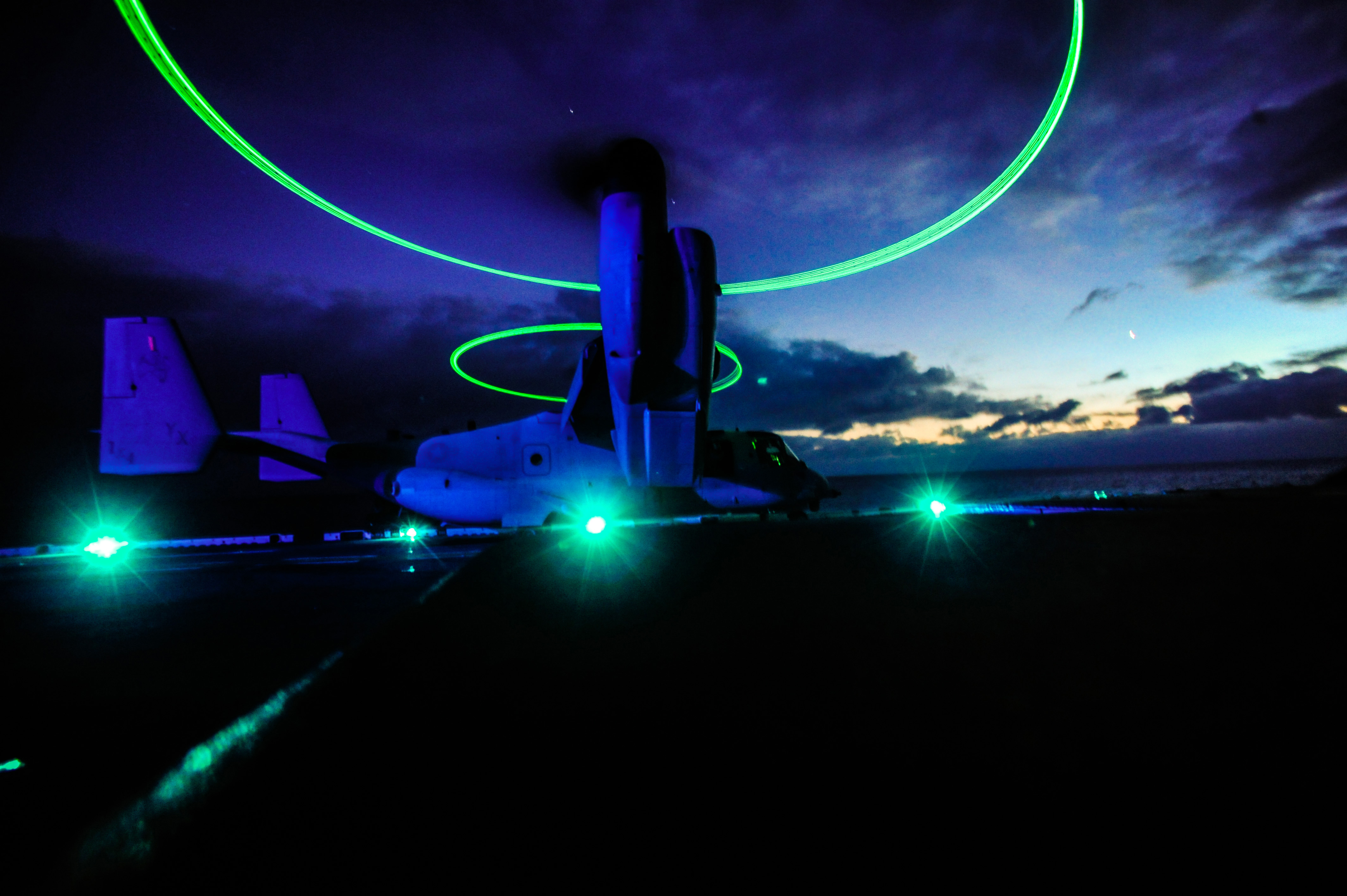
強襲揚陸艦から発艦するMV-22

2007年9月17日、強襲揚陸艦「ワスプ」が第263海兵中型ティルトローター飛行隊（VMM-263）の10機を搭載し、イラクに向けて出航した。派遣された機体は、2007年10月からイラクの自由作戦に参加し、イラクのアンバール県において、奇襲・強襲作戦、偵察、要人輸送、物資空輸、患者後送、救難活動などを行った。2009年4月までの間の出撃回数は6､000回以上、飛行時間は約10,000時間、輸送人員は4,500名以上、運搬した資機材は約998トン以上にのぼった。この間に携帯対空火器や小火器による攻撃を複数回にわたって受けたものの、1機も失われることがなかった。
2009年11月、第261海兵中型ティルトローター飛行隊（VMM-261）がアフガニスタンに派遣され、不朽の自由作戦に参加した。2014年までに、この作戦に参加した機体の総飛行時間は14,000飛行時間を超え、148,000人以上の人員と5,000,000ポンド (2,300,000 kg)以上の貨物を空輸した。
2009年12月4日、コブラの怒り作戦（Operation Cobra's Anger）において、初めての攻撃戦闘任務を遂行した。CH-53Eとともに1,000名のアメリカ海兵隊および150名のアフガニスタン軍兵士をアフガニスタン南部のヘルマンド州ナウザットバレーまで空輸し、タリバンの作戦遂行を阻止した。
2010年1月、ハイチ地震の発生に際し、ハイチに派遣され、統合対処作戦（Operation Unified Response）に参加した。この作戦に参加した機体は、370キロメートルを超える長距離の物資空輸、492名におよぶ要員の人員空輸、各施設間の任務・警備要員の人員空輸、水や約6トンの食料と医薬品の物資空輸などの任務を遂行した。
2011年3月、オデッセイの夜明け作戦において、強襲揚陸艦「キアサージ」から飛び立った2機が、墜落したアメリカ空軍のF-15E戦闘機のパイロットを救助した。
2011年5月2日、ネプチューン・スピア（海神の槍）作戦 が終了した後、国際テロ組織「アルカーイダ」の創立者であるウサーマ・ビン・ラーディンの遺体をアラビア海の空母「カール・ヴィンソン」まで空輸した。
2013年6月14日、カルフォルニア州の沖合で海上自衛隊の護衛艦「ひゅうが」に着艦した。日本の艦船に着艦したのは、これが最初である。東シナ海に於いては普天間基地所属の第265ティルトローター飛行隊（VMM-265ドラゴンズ）のMV-22オスプレイを佐世保を母港とする強襲揚陸艦「ボノム・リシャール」に初めて搭載。
2013年8月11日、第1海兵ヘリコプター飛行隊（HMX-1）に所属する2機が、ケープコッド沿岸警備隊航空基地からマサチューセッツ州のマーサズ・ビィニヤード島まで、シークレット・サービス、ホワイトハウスのスタッフおよび記者を初めて空輸した。
2013年8月2日から5日にかけて、2機が空中給油を行いながら、これまでで最も遠い目的地まで移動した。2機のKC-130空中給油機と一緒に沖縄県の普天間海兵隊航空基地から離陸し、8月2日にフィリピンのクラーク空軍基地まで、8月3日にオーストラリアのダーウィンまで、8月4日にオーストラリアのタウンズビルまで飛行して、8月5日に目的地である強襲揚陸艦ボノム・リシャールに着艦した。
2013年、台風ハイヤンによる被害の発生に伴い、第3海兵機動展開旅団の12機がフィリピンに派遣され、災害派遣活動を行った 。
2014年1月、フランスの強襲揚陸艦に着艦した。フランスの艦船に着艦したのは、これが最初である。
2014年、リベリアにおけるエボラ出血熱の流行に際し、危機対応特別目的海兵空地任務部隊が、1,200名の人員と78,000 lb (35 t)の貨物を空輸するなどの緊急支援活動を行った 。
2015年3月23日、アメリカ海軍佐世保基地の赤崎貯油所に、普天間基地第262海兵中型ティルトローター飛行隊(VMM-262)の2機が初飛来。
2015年3月26日、韓国の揚陸艦「独島」に着艦した。韓国の艦船に着艦したのは、これが最初である。
2017年1月、イエメンにおけるヤクラ襲撃（Raid on Yakla）に際し、2機が地上部隊救出作戦に参加した。1機がエンジンの不具合によりハード・ランディングし、2名の搭乗員が負傷した。機体は、爆撃により破壊された。
2018年12月、メラニア・トランプをアナコスティア・ボリング統合基地からラングレー・ユースティス統合基地を経由して空母「ジョージ・H・W・ブッシュ」まで空輸した。これは、ファースト・レディによる初めての搭乗になった。

### アメリカ空軍

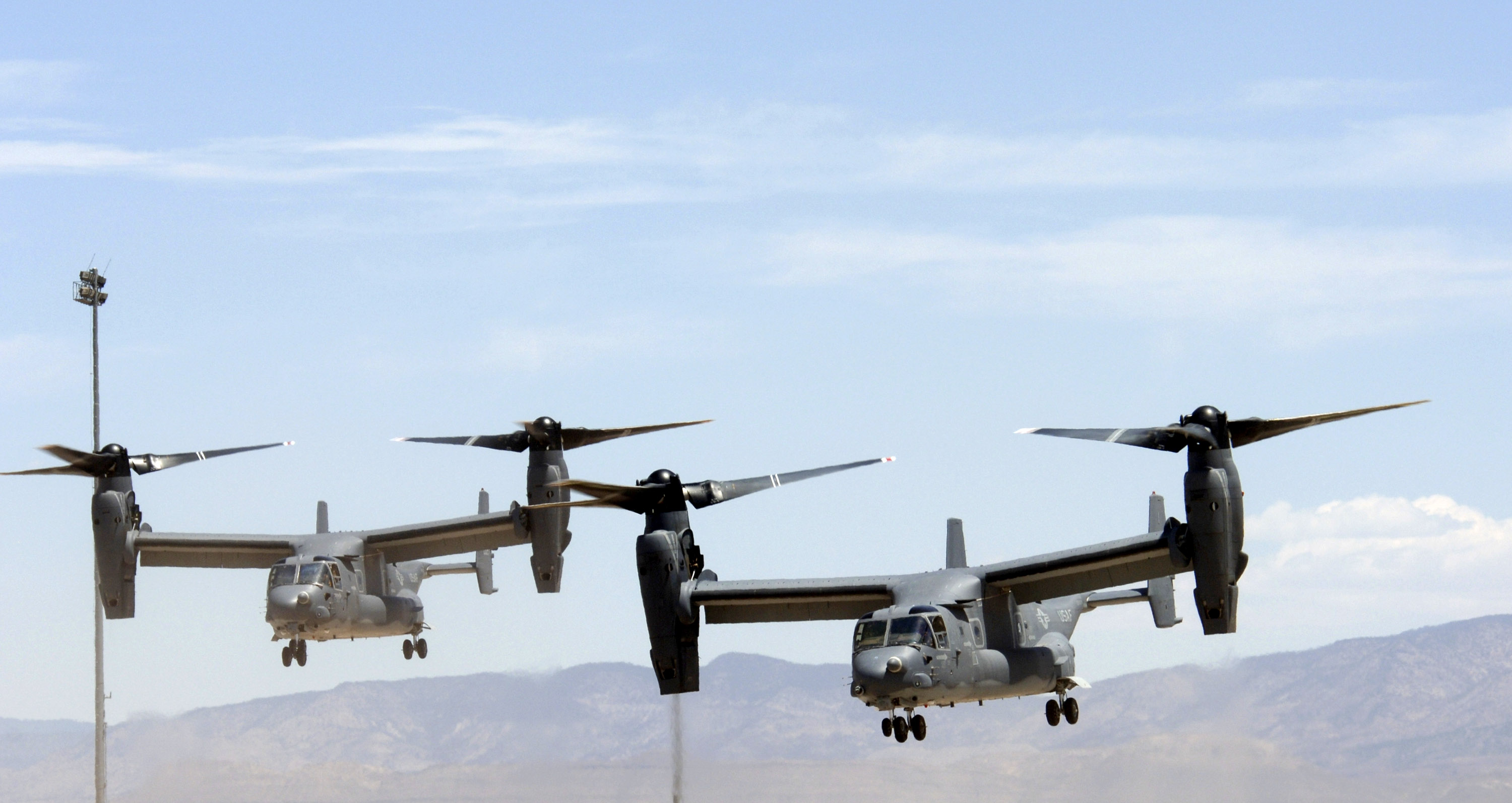
ニューメキシコ州ホローマン空軍基地に着陸する2機のCV-22（2006年）

2007年10月4日、カートランド空軍基地から離陸し、捜索救難活動を行った。これは、初めての実任務となった。
2008年11月、フリントロック演習を支援するため、第8特殊作戦飛行隊の4機がマリに派遣された。これは、初めての海外派遣となった。この派遣は自己展開により行われ、フロリダ州のハルバート飛行場からマリ共和国のバマコまでの約9800キロメートルを空中給油を行いながら無着陸飛行した。派遣された機体は、多国間訓練における機動・輸送手段として用いられた。その主要な任務は、各国の特殊作戦部隊を潜入および撤収させるための長距離空輸任務であった。
2009年6月、ホンジュラスにおいて、第8特殊作戦飛行隊が 43,000ポンド (20,000 kg)の人道支援物資を孤立した村落まで空輸した。
2013年12月21日、クーデター未遂事件が発生していた南スーダンのボルにおいて、3機編隊でアメリカの民間人を救出しようとしたところ、小火器による射撃を受け、被弾した。編隊は、任務を中止したのち、500 mi (800 km)離れたウガンダのエンテベに向かった。3機の機体は、合計119発の銃弾に被弾し、4名の搭乗員が負傷し、操縦系統および油圧系統が損傷するとともに、燃料漏れを発生していた。漏れた燃料を補うため、複数回の空中給油を行いながら飛行した。この事件の後、空軍特殊作戦部隊は、オプションで装着できる装甲フロア・パネルを開発した。
2014年7月3日、デルタ・フォースをISIL過激派がアメリカ人などの人質を拘束していたシリア東部のキャンプまで空輸した。過激派の掃討には成功したが、人質はすでに別な場所へ移されてしまっていた。
2023年11月29日、嘉手納基地の第353特殊戦航空群所属のCV22が屋久島沖に墜落した。乗員は8名で1名が発見されたが死亡が確認された。また、一部機体の残骸が発見されている。   アメリカ空軍の特殊作戦司令部は29日、第353特殊作戦群に所属する横田基地のオスプレイが8人を乗せて屋久島沖で定期的な訓練を行っていたところ、事故に巻き込まれたと明らかにした。

## 派生型

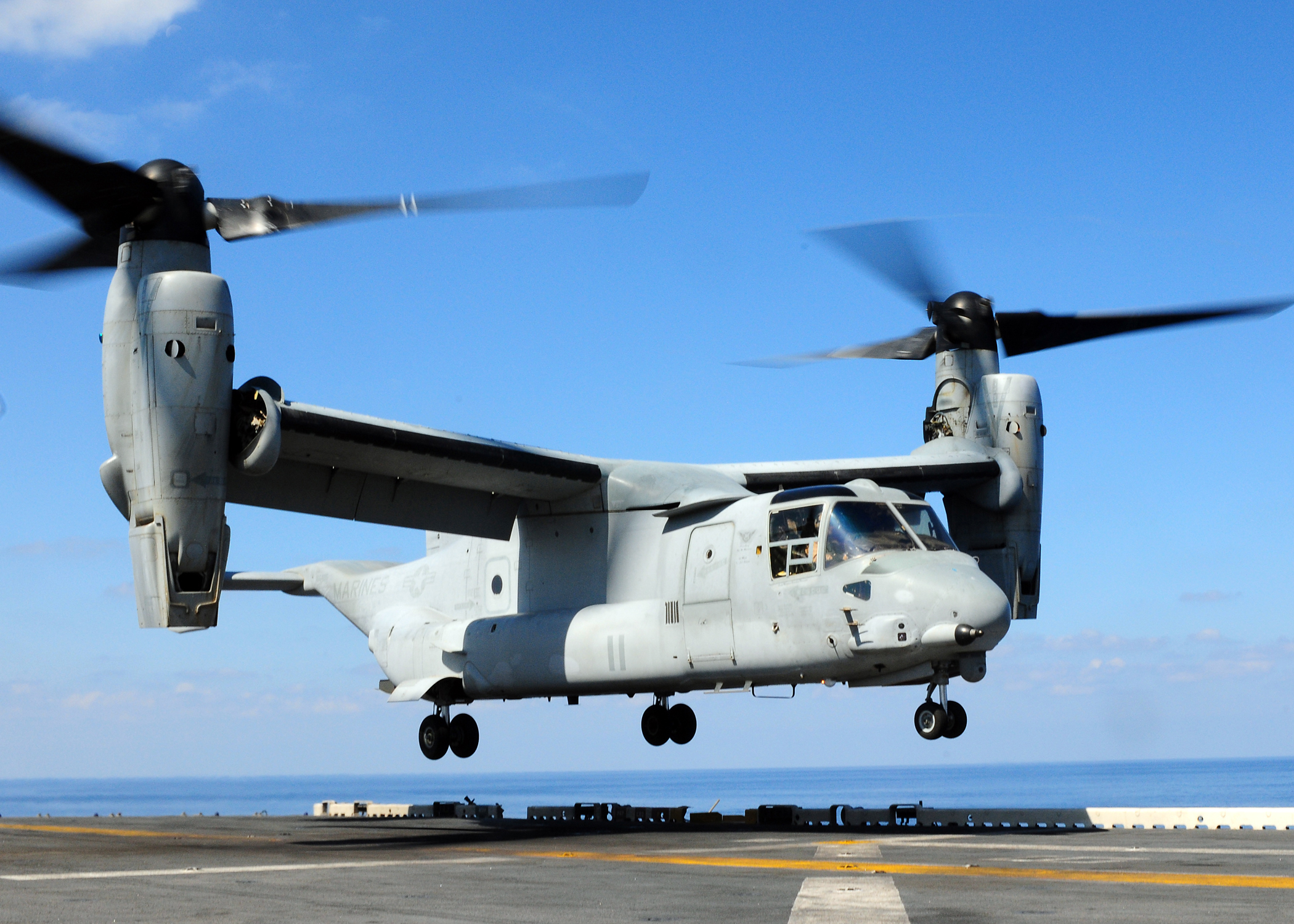
「バターン」に着艦するMV-22B

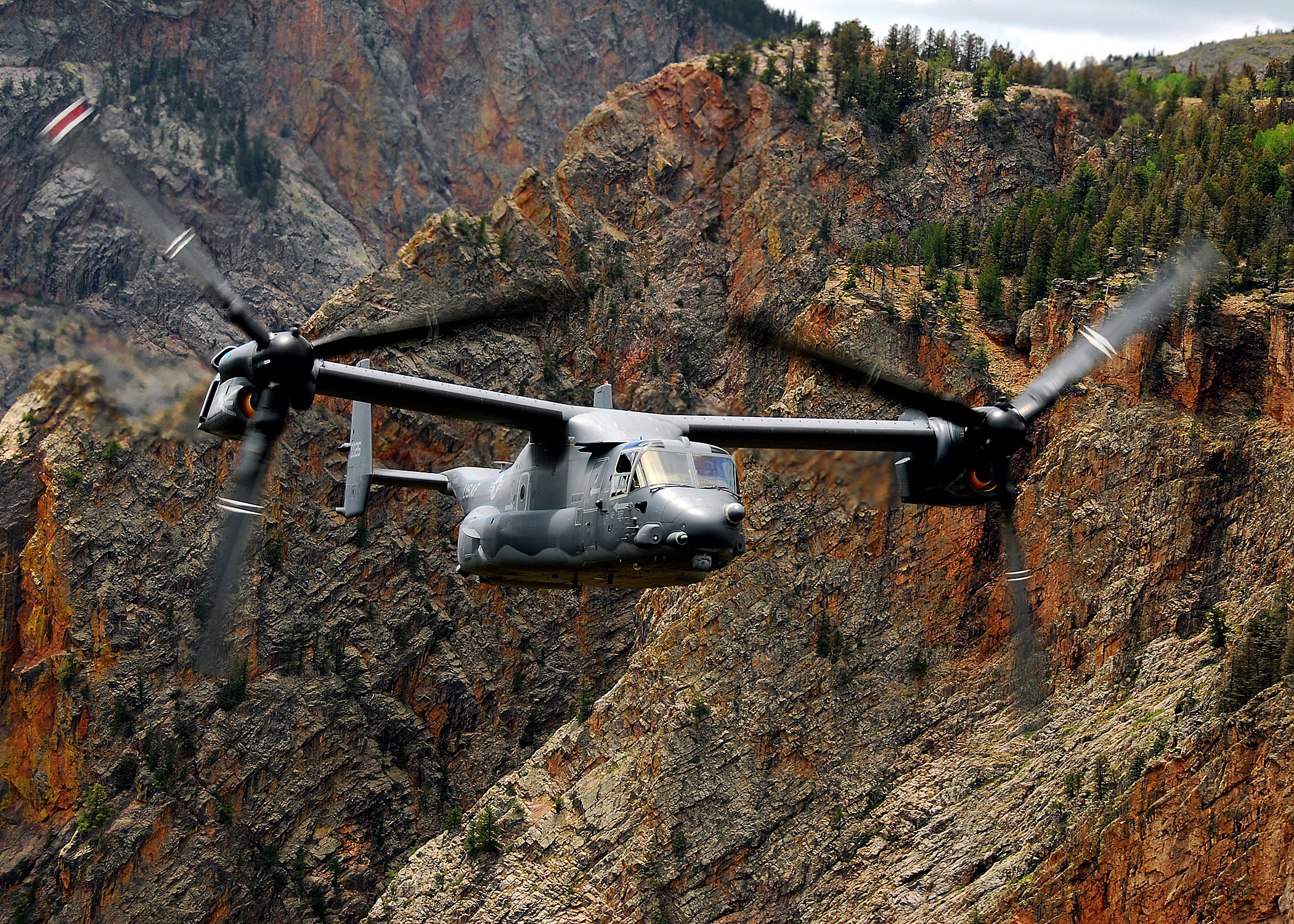
飛行中のCV-22

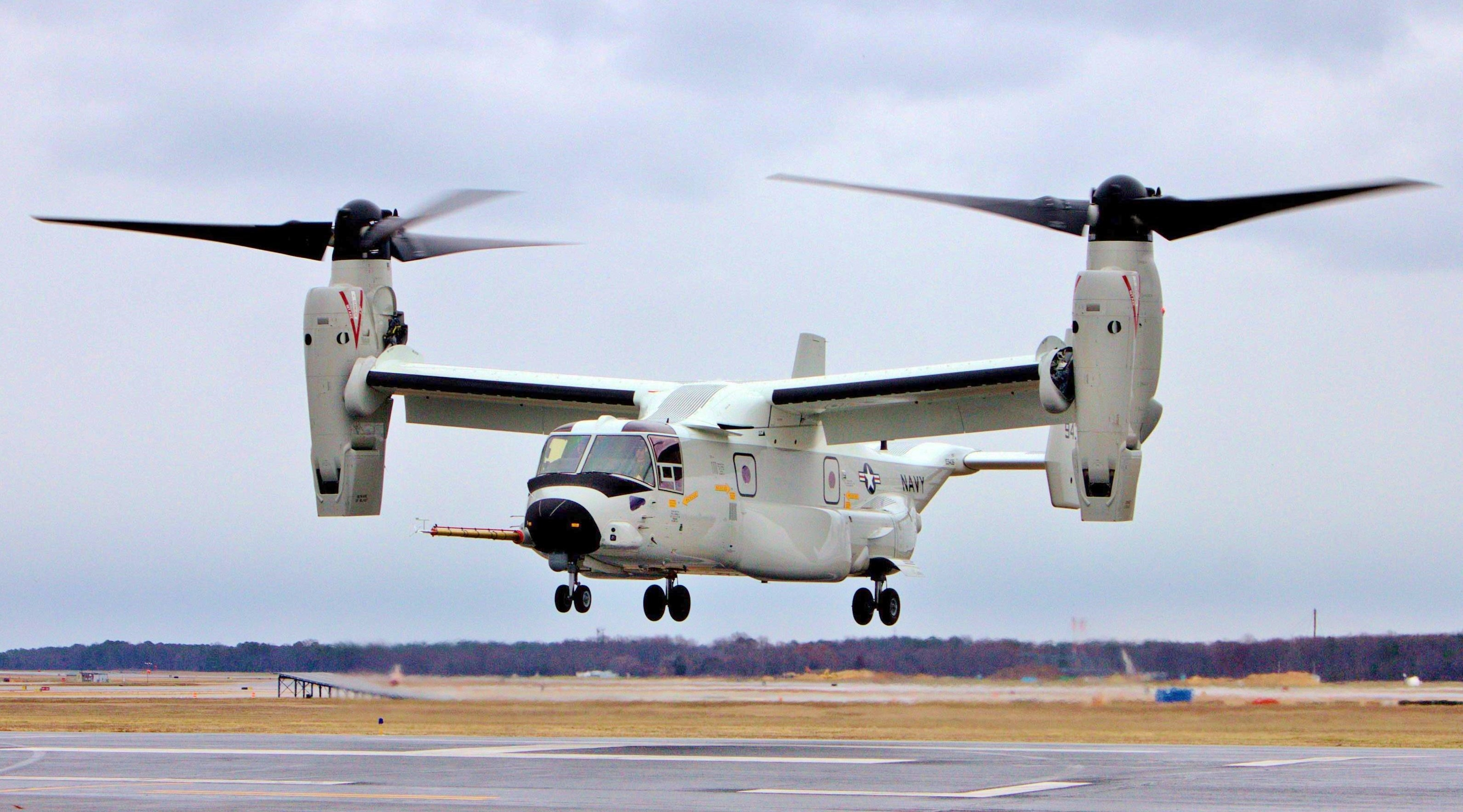
CMV-22B

MV-22B
アメリカ海兵隊向けの輸送型。CH-46やCH-53の後継とされ、揚陸強襲、地上作戦活動の維持、自軍の自己展開に用いられる。360機が装備される予定。
HV-22B
アメリカ海軍向けの戦闘捜索救難型（救難機）であり、戦闘捜索救難、艦隊兵站支援、特殊作戦に用いられる。48機が装備される予定であったが、1990年代に採用中止となった。その後、艦隊輸送機後継として、2015年にCMV-22Bが選定されている。
CV-22B
アメリカ空軍向けの特殊作戦型。MH-53Jの後継とされ、長距離特殊戦活動、不測事態作戦、脱出および海洋特殊作戦に用いられる。53機が装備される予定。
CMV-22B
アメリカ海軍向けの艦隊輸送機型。C-2 グレイハウンド艦上輸送機の後継機。他のV-22より胴体燃料タンクが大型になり（そのため他の型よりスポンソンが大きいのが外見の特徴）航続距離も伸びている。空中給油装置付きの外装燃料タンクを搭載、艦載機に空中給油が可能とされている。44機が装備される予定。航空母艦に搭載されるF35Cのエンジン、F135-PW-400を運搬する。
EV-22
イギリス海軍が提案・研究している早期警戒機型。現在、インド海軍が導入を検討している。

## 仕様
- 全長：17.47m（ピトー管含まず）
- 全幅：25.54m（ローター含む）
- 全高：6.63m（VTOL時）
- ローター直径：11.58m
- 航続距離：

MV-22 三面図
右が垂直離着陸モード、左が固定翼モード

  - （強襲揚陸時）：515nmi（953km）
  - （ペイロード4,536kg、垂直離陸）：350nmi（648km）以上
  - （ペイロード2,721kg、垂直離陸）：700nmi（1,295km）以上
  - （ペイロード4,536kg、短距離離陸）：950nmi（1,758km）以上
- フェリー距離（ペイロードなし、回航距離[137]）: 補助燃料タンク使用時 1,940nmi（3,593km）
- 短距離離陸滑走距離：152m以下[注 35]
- 実用上昇限度：26,000ft（7,925m）
- 上昇率：2,320ft/min（11.8m/s）
- ホバリング限界高度
  - 地面効果内：3,139m
  - 地面効果外：610m以上（22,680kg時）、1,829m（20,866kg時）、4,267m（15,422kg時、95%出力）
- 空虚重量：15.032t[注 36]
- 円盤荷重：20.9lb/ft（102.23kg/m2）（自重247,500lb時）
- 飛行荷重制限：+4G/-1G[12]
- 最大離陸重量
  - 垂直離陸時：23.981t
  - 短距離離陸時：27.442t
- エンジン：ロールス・ロイスアリソン社製T406-AD-400（ロールス・ロイス社内名称 AE 1107C-リバティー）×2基（最大定格出力：4,586kW（6,150shp）、緊急時最大出力：5,093kW）
- 最高速度
  - 通常時：305kt=M0.46（565km/h）
  - 垂直離着陸モード時：100kt M0.15（185km/h）[要出典]
- 失速速度：110ktM=0.17（204km/h）（固定翼モード）[138]
- 離着陸距離[139]
  - 貨物を載せず24人が乗り組んだ場合はヘリコプターのように垂直離着陸が可能
  - 最大積載量を積んだ場合は垂直離着陸できない。離着陸には約487m（1,600フィート）が必要
  - 上空でエンジンを停止させて着陸する『オートローテーション』飛行訓練や単発エンジン着陸訓練、編隊離着陸などの習熟訓練には、最短で約792m（2,600フィート）、最大で約1,575m（5,170フィート）が必要[12]。

### 価格
MV-22
2015年7月には、5機3億2250万ドル（1機あたり6650万ドル）での販売を日本と合意した。
CV-22
2016年8月には、1機を約7300万ドルで受注している。

### 組立て/派生技術
- 米ベル社がローターシステム、翼部、エンジン取付、変速機を担当し、最終組立もテキサス州アマリロのベル社の工場で行われている[141]。
- 米ボーイング社では2010年8月より観測用小型UAVである "Scan Eagle Compressed Carriage"（SECC）を使って飛行中のV-22の後部ハッチからスキャンイーグルを発射する開発を始めている[142]。

## 諸問題

### 安全性
事故に関してはV-22の事故を参照。

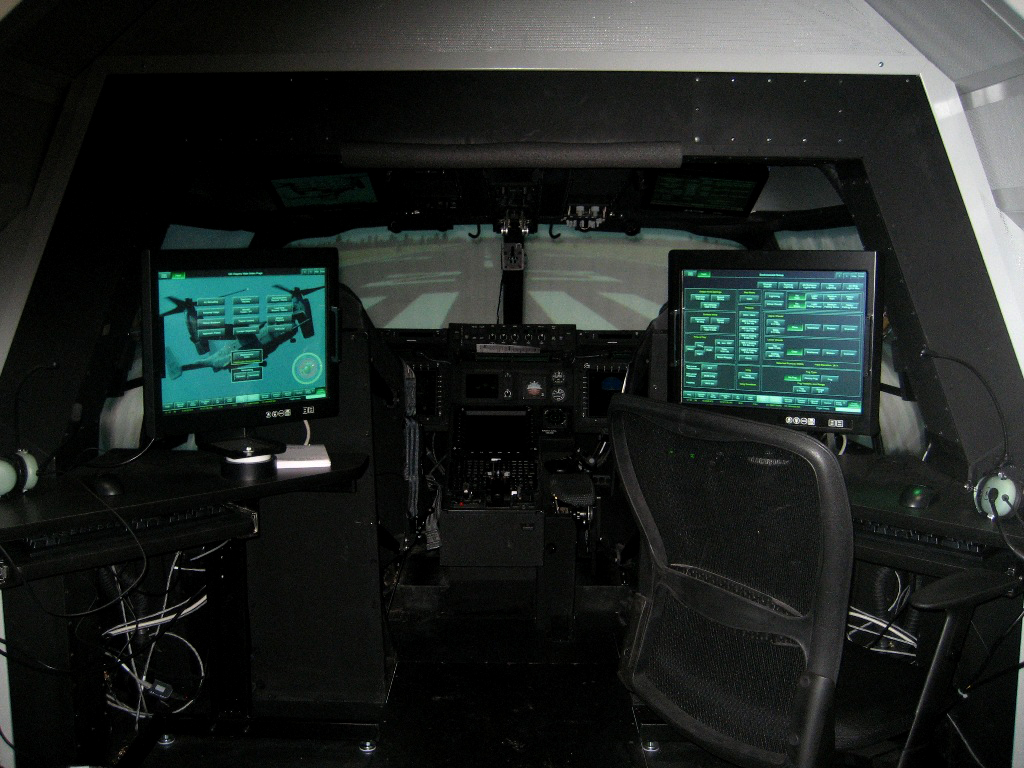
アメリカ海兵隊が導入したコンテナ型のFTD。後部の教官席から気象や故障発生をコントロール出来る。

操縦系統が3重化されるなど強固な安全対策が施されているが、アビオニクスの操作量が増えるためパイロットの訓練に時間がかかるという意見もある。

#### 試作段階
ベルがティルトローター機の研究をスタートした時点では先例がなく、研究成果のほとんどはベルが行っていた研究と開発過程で得られたデータを元にしている。研究のスタートから60年近くが経過しV-22の量産が始まった時点でも他社のティルトローター機は試験・研究段階にとどまっており、初の民間機であるAW609もベルがV-22の開発により得られた成果で完成している。
AW609が登場するまで民間機としての申請もないため連邦航空局はティルトローターやティルトウイングなどの『転換式航空機』の区分を明確にしていなかったが、V-22の量産が決定された1997年に『パワード・リフト』というカテゴリーを設置した。なおこの基準は軍用機には適用されないため、V-22の運用には直接関係しないが、V-22が民間空港や軍民共用の飛行場を利用する際には管制からパワード・リフトとして扱われる。
飛行中に3種の操縦方式を切り替えるというパイロットにとって経験のない機種であったため、試作段階では事故が多発し『タイム』誌は2007年10月8日号において、同機を「空飛ぶ恥（Flying Shame）」と紹介した。

#### 量産開始後
在日米軍基地に配備が予定されているアメリカ海兵隊所属のMV-22 の10万時間当たりの平均事故率は、2012年4月11日の事故後に1.93となっている。事故前は1.12であり、いずれも米海兵隊所属の飛行機平均の2.45を大きく下回っていた。配備期間の短さを考慮する必要はあるものの、現在、MV-22の事故率はヘリコプターより低い（在日米軍に配備されているCH-53D（米国内配備開始：1969年）の事故率は4.15である）。しかし事故率は年々上昇し、2011年10月～2016年9月における10万飛行時間当たりのクラスA事故率（被害総額が200万ドルを超えるもしくは死者を出したなどの重大事故）は3.41であり、同時期の米海兵隊航空機全体のクラスA事故率平均値2.83を上回っていることが各社より報道された。これをうけて日本政府も2017年10月30日菅義偉官房長官が記者会見し、事故率は「あくまで目安」としながらも、これまで事故率が「低い」との強調から軌道修正ととれる発言を行なった。
アメリカ空軍向けの特殊作戦型であるCV-22の事故率は2012年6月15日の時点で13.47 でMV-22よりかなり高いものの、同種の任務に使われるヘリコプター、MH-53 ペイブロウの十年間平均の事故率が12.34であり、これと比べてCV-22の事故率が特段に高いとはいえない。また、CV-22は前述のとおり特殊作戦型であり、危険な任務につくことが多いためMV-22と比較して事故率が高いのは当然であるといえる。なお、当初CV-22は在日米軍基地に配備される予定はなかったが、2015年5月8日に横田基地に配備される方針が米政府から日本政府に伝えられた。その際、米政府は第一候補として沖縄嘉手納基地を想定していたが海兵隊普天間基地移転問題や同基地に配備されている系列機MV-22以外に同県にこれ以上の負担をかけられないとする日本政府との協議で横田基地に落ち着いたとされている。
また、V-22自体が耐空証明が取得できないため、民間機としては飛行できないという報道もある が、そもそも計画当初から民間用に販売する予定がないため耐空証明などを取得する必要がない。なお、オスプレイの開発経験を基にベル社がアグスタウェストランド社と合弁で開発に着手したBA609はFAAの形式証明を取得し、民間向けに販売する予定である（名称は後にAW609に変更）。

#### 要人輸送

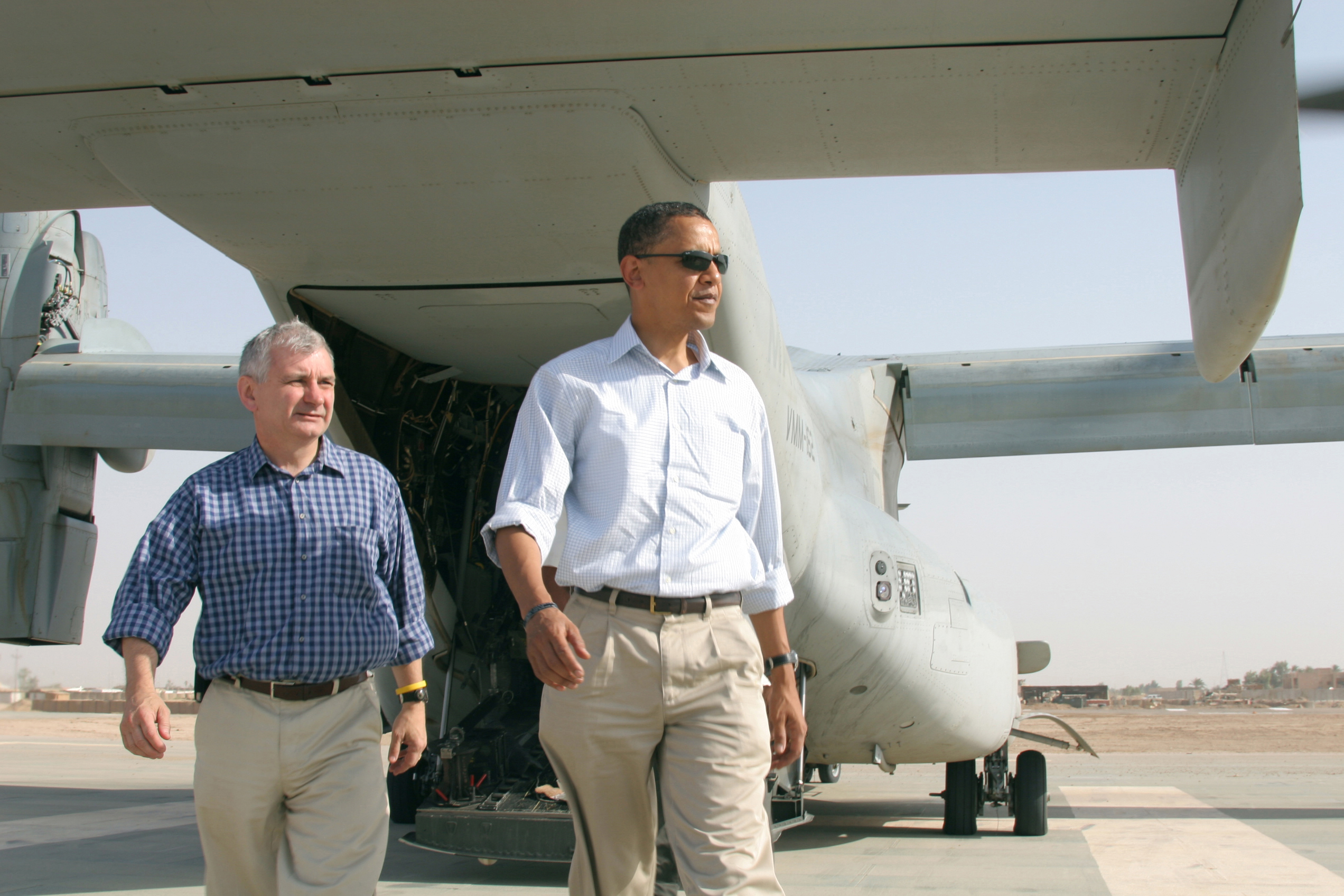
V-22でイラク視察を行うバラク・オバマ（2008年、当時は上院議員）

2008年7月22日、次期大統領候補のバラク・オバマ上院議員（当時）がイラク電撃訪問の際に搭乗した。
アメリカ合衆国大統領を輸送する専用ヘリコプターであるマリーンワンとして用いられているVH-3の後継機として、EH101、S-92などとともにV-22も候補に挙げられた。後継機には EH101の派生型VH-71の採用が決定したが、その後予算超過を理由としてVH-71の調達計画はキャンセルされた。ボーイングでは仕切り直しとなったマリーンワン後継機の選定にV-22を再度提案すると報道されたが、2014年5月7日S-92の派生型VH-92が採用された。
2012年、大統領に随行するホワイトハウスのスタッフや報道陣を搭乗させる輸送機として利用されることが決定した。
2013年8月10日、大統領専用機仕様のオスプレイによる随行要員輸送が実際の運用として行われた。
2018年12月12日、メラニア・トランプ大統領夫人が、米海軍の原子力空母「ジョージ・Ｈ・Ｗ・ブッシュ」を訪問する際に搭乗した。

#### オートローテーション
回転翼モードで飛行中に両方のエンジンが停止した場合、技術的にはオートローテーションを行うことが可能であるが、安全に着陸することは困難である。2005年、アメリカ国防省のある試験機関の高官は、 1,600フィート (490 m)以下の高度でホバリング中にローターの駆動力を喪失した場合、「機体を損傷せずに着陸できる可能性は低い」と語っている。ただし、あるV-22パイロットは、そういった場合でも「固定翼モードに転換して、C-130と同じように滑空着陸を行うことができる」と述べている。また、連結駆動シャフトにより、片方のエンジンで両方のプロップローターを駆動することが可能であり、片方のエンジンが停止しただけではローターの駆動力が失われないようになっている。

#### ボルテックス・リング・ステート
1992年に発生した死亡事故は、ボルテックス・リング・ステートが原因であった。政府説明責任局 (GAO)は、その報告書において、この機体は、「ボルテックス・リング・ステートに陥った場合の対応が困難」であると述べた。また、ボルテックス・リング・ステートに関する試験の一部が、実施されていなかったことも指摘した。ただし、その後実施された飛行試験により、通常のヘリコプターよりもボルテックス・リング・ステートに入りにくいことが判明している。また、パイロットがボルテックス・リング・ステートを認識し、それから回復するために必要な訓練が実施されており、かつ、ボルテックス・リング・ステートを回避するための運用限界が設定され、その状態に近づいたことを警告する機器の導入も行われている。

### エンジン熱に対する懸念

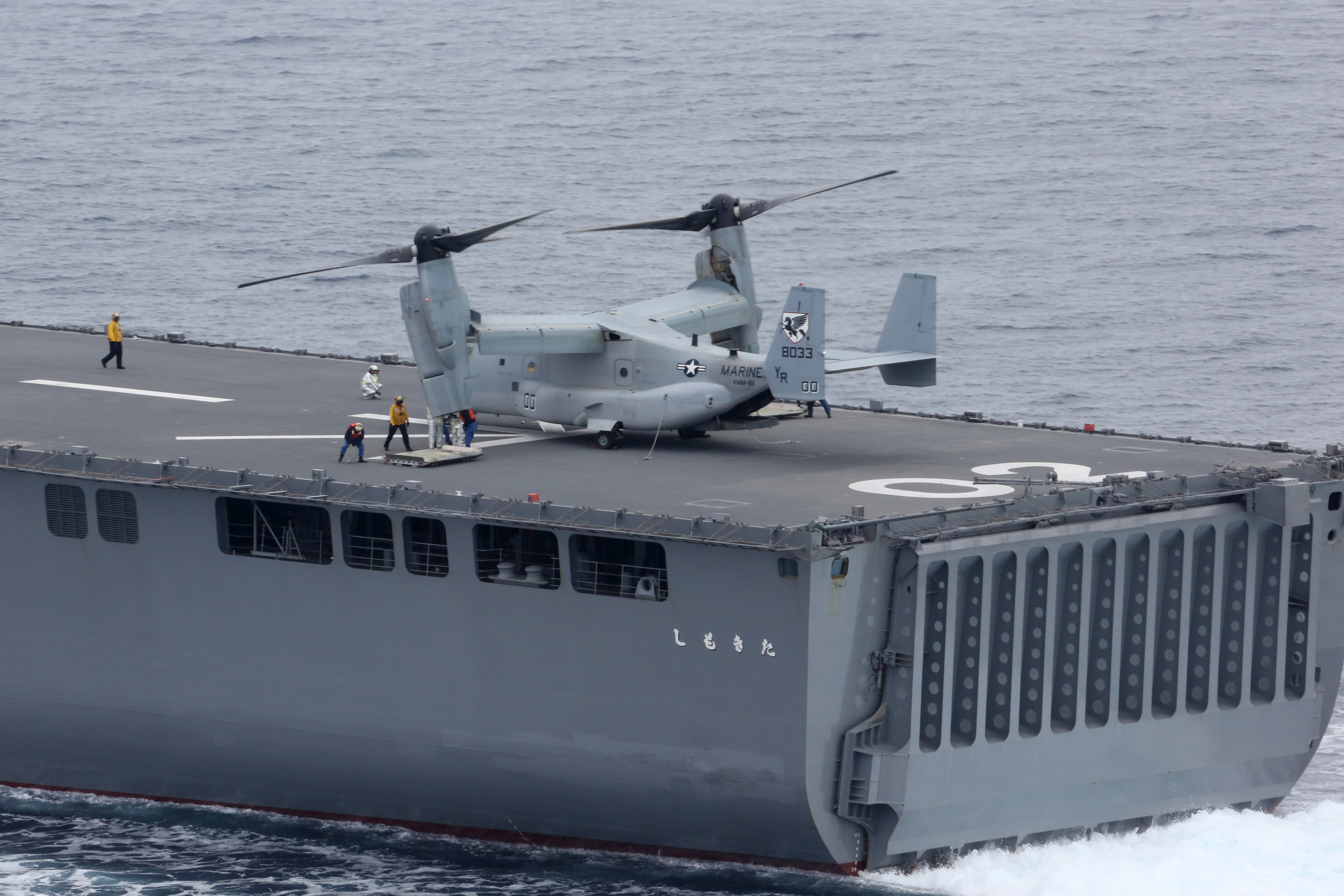
「しもきた」へ着艦したMV-22B。移動式耐熱板を使用している（2013年）

- オスプレイのエンジン熱、正確には「エンジン排気プルームがもたらす過剰な熱の作用」（excessive heat impact from engine exhaust plumes）が、アメリカ海軍の一部の揚陸艦のフライトデッキを損傷（2004年夏にイオー・ジマ (LHD-7)では変色、2005年夏にバターン (強襲揚陸艦)ではたわみが発生）することがわかっている。海軍航空システム・コマンド（NAVAIR）と海軍海洋システム・コマンド（NAVSEA）は、エンジンの下に金属製のポータブルヒートシールド（オスプレイ専用の移動式耐熱板）を設置してデッキへの損傷を防止（10分以上アイドリングする場合はポータブルヒートシールドを使用）する一時的解決策を考案したが、この問題の長期的解決を図り、V-22やF-35Bを運用するには、まずデッキ自体を耐熱コーティングやパッシプサーマルバリアーを施したものへと再設計し、さらに船体の構造も変える必要があるとしている[163]。これを受け、国防高等研究計画局（DARPA）では、フライトデッキ上に設置可能な堅牢な冷却システムの開発を産業側に求めたという[注 37]。海上自衛隊ではアメリカ軍との共同訓練に備え、輸送艦「しもきた」などデッキに対策が施されていない従来の護衛艦にはポータブルヒートシールドを搭載するようになった。
- 2009年5月27日、ノースカロライナ州において、訓練飛行中のMV-22が燃料切れで国営狩猟区に予防着陸した際、同機を給油して離陸しようとしたところ、エンジンの排気熱で植生が燃え始め、機体の外装を損傷する事故が発生したことがあった。2011年6月24日、沖縄県は同事故を含めた「高温排気と周辺への影響」について質問する照会書を防衛省に送付。防衛省は同12月19日の回答書で、過去に火災が発生していることを認めた上で、同機のハワイへの配備に関する環境影響評価書案（DEIS）を引用して、運用措置・手順の改善により安全な運用を確保することを米国側に申し入れる旨回答した[注 38]。

### 騒音
2010年、ジャーナリストの田岡俊次は、エンジン出力の大きさから、V-22は海兵隊のCH-46輸送ヘリコプターより騒音が大きいと主張していたが、調査では垂直離着陸モードで同程度、固定翼モードではV-22の方が若干低いという結果が出た。
2016年10月に防衛省が木更津駐屯地で行った陸上自衛隊のCH-47JA輸送ヘリコプターとの比較では、飛行中の騒音は全てMV-22の方が低い一方で、ホバリング中の近距離での騒音はMV-22が上回っていた。

### 反対運動
事故の危険性などを理由として、日本国内の米軍基地や自衛隊駐屯地への配備中止を求めるデモ活動や妨害行為が配備先などにおいて行われている。
- 2012年9月9日、沖縄県宜野湾市の宜野湾海浜公園で「オスプレイ配備に反対する県民大会」（no osprey沖縄県民大会）を開催。実行委員会構成31団体と、他の153団体が参加[167]。
- 2012年12月23日、神奈川県綾瀬市の米軍厚木基地周辺で、沖縄や厚木基地への配備・飛行反対を求めるデモ[168]。
- 2013年1月27日、東京都千代田区の日比谷公園で沖縄県民グループ、沖縄県全市町村長（代理含む）などが参加して反対デモ[169]。
- 2013年7月30日、オスプレイの沖縄配備に反対する首都圏ネットワークが東京都千代田区の総理大臣官邸前で沖縄県内への配備反対デモ。オスプレイ配備中止を求める414人分、233団体分の署名を内閣府に提出した[170]。
- 2014年08月30日、佐賀県佐賀市の佐賀市役所前公園で佐賀空港への配備に反対するデモ[171]。
- 沖縄県普天間基地で市民団体による離着陸を妨害する凧揚げと風船飛ばしによる抗議活動が行われている（航空の危険を生じさせる行為等の処罰に関する法律（航空危険行為処罰法）違反の疑いがある）[172]。
- 2018年7月 1日、千葉県木更津市の吾妻公園で、陸上自衛隊のオスプレイの配備先をめぐって木更津駐屯地に暫定配備の動きがあるなか、オスプレイの配備に反対する「オスプレイ暫定配備反対7.1県民大集会in木更津」を開催。2,000人が参加[173]。
- 2018年10月1日、東京都福生市の横田基地の前で、CV-22が横田基地に正式配備されたことを受け、プラカードを持った反対派の団体がデモ[174]。
- 2019年11月10日、佐賀県佐賀市高木瀬町の佐賀県教育会館で、「オスプレイ配備反対県連絡会」が主催し、佐賀空港への陸上自衛隊オスプレイ配備計画に反対する集会を開催。約230人が参加[175]。
- 2019年12月2日、千葉県木更津市の吾妻公園で、陸上自衛隊の垂直離着陸輸送機オスプレイの木更津駐屯地への暫定配備計画を巡り、「オスプレイ来るな　いらない住民の会」（吉田勇悟会長）などが反対集会を開催。県内外から約2,000人が参加[176]。
- 2020年1月18日、北海道札幌市の共済ホールで、1月22日から2月8日にかけて道内で実施される日米共同訓練を前に、連合北海道など７団体による「全道総決起集会」を開催。約650人が参加[177]。
- 2020年7月10日、千葉県木更津市の内港北公園で、陸上自衛隊のオスプレイ1機目の木更津駐屯地への到着を受け、「オスプレイ来るな　いらない住民の会」などが反対集会を開催。約150人が参加[178]。
- 2020年8月29日、佐賀県佐賀市川副町の南川副公民館で、佐賀空港への自衛隊輸送機オスプレイ配備計画に反対する「地域住民の会」が反対討論集会を開催。約100人が参加[179]。
- 2020年11月7日、千葉県船橋市の薬円台公園で、「オスプレイいらない！習志野・八千代・船橋ネットワーク」が結成集会を開催。約550人が参加[180]。
- 2020年11月22日、東京都福生市で、特殊作戦機オスプレイの横田基地（同市など）配備に反対する「オスプレイ反対東京連絡会」が主東京大集会を開催。1,000人が参加。同時に行われたウェブ配信では、600アカウントが視聴[181]。
- 2020年12月5日、新潟県上越市で、関山演習場で今月7日から始まる日米共同訓練に反対する「新潟県平和運動センター」などが集会を開催。380人が参加[182]。
- 2021年4月10日、千葉県木更津市で、動労千葉を支援する会・木更津などが「オスプレイいらない！4月10日木更津行動」を開催。約130人が参加[183]。
- 2021年4月25日、佐賀市川副町の南川副公民館で、「自衛隊輸送機オスプレイの佐賀空港配備計画に反対する地域住民の会」が集会を開催。70人が参加[184]。
- 2021年7月29日、茨城県小美玉市の航空自衛隊百里基地正門前で、茨城平和擁護県民会議など8団体でつくる「百里基地反対連絡協議会」が抗議集会を開催。オスプレイの訓練中止を求める抗議文を提出。約80人が参加[185]。
- 2021年8月26日、茨城県小美玉市の航空自衛隊百里基地正門前で、百里基地反対連絡協議会が抗議集会を開催。約60人が参加[186]。
- 2022年4月3日、佐賀県佐賀市川副町の市立スポーツパーク川副体育センターで、「佐賀空港への自衛隊オスプレイ等配備反対地域住民の会」が集会を開催。約300人が参加[187]。
- 2022年4月9日、ＪＲ木更津駅前で、「オスプレイ来るな　いらない住民の会」が街頭集会を開催。約150人が参加[188]。
- 2022年9月26日、北海道釧路市観光国際交流センター前庭で、釧根平和運動フォーラムと市民団体「米海兵隊移転訓練反対釧根連絡会」でつくる実行委が集会を開催。約130人が参加[189]。
- 2022年9月27日、北海道札幌市の大通公園および札幌駅前通で、連合北海道など７団体が集会およびデモ行進実施。約300人が参加[190]。
- 2022年9月28日、北海道帯広市のとかちプラザ前で、連合十勝地協、平和運動フォーラム十勝ブロック協議会など十勝管内の２５団体による「戦争させない・９条壊すな！総がかり行動十勝」実行委員会が集会を実施。35人が参加[191]。
- 2024年3月31日、佐賀県佐賀市内で、佐賀空港（佐賀市）への自衛隊オスプレイ等配備反対地域住民の会が集会を実施。約350人が参加[192]。
- 2024年7月22日、神奈川県大和市で、安保廃棄・諸要求実現神奈川県統一促進会議、大和市平和委員会などがオスプレイ飛行反対厚木集会およびデモ行進を実施。約500人が参加[193]。
- 2025年6月1日、佐賀県佐賀市川副町で、オスプレイ反対住民の会が決起集会を実施。約400人が参加[194]。
- 2025年6月21日、佐賀県佐賀空港周辺で、オスプレイ裁判市民の会が全国81団体の賛同を得て、オスプレイ配備計画に対する抗議集会を実施。約600人が参加[195]。
- 2025年7月9日、佐賀県佐賀駐屯地周辺で、県内外の市民団体が抗議行動を実施。約100人が参加[196]。

### 誘致運動
侵略を防ぐための抑止力になるなどの理由から、佐賀空港への誘致を推進する運動も行われている。
- 2021年11月28日、佐賀県佐賀市天神の県生涯学習センター・アバンセで、オスプレイ誘致推進佐賀県民会議が「佐賀のオスプレイ配備を考えるシンポジウム」を開催。九州防衛局の伊藤哲也局長が国防問題をテーマに講演し、パネル討論でオスプレイ配備の必要性や経済効果を考えた。約300人が参加[197]。
- 2022年12月21日、佐賀県佐賀市大和町の「ホテル龍登園」で、オスプレイ誘致推進佐賀県民会議が陸上自衛隊水陸機動団団長 陸将補 梨木信吾氏による「国防講演会」を開催。約120人が参加[198]。
- 2024年6月2日、佐賀県佐賀市大和町の「ホテル龍登園」で、オスプレイ誘致推進佐賀県民会議がウクライナ人政治評論家のアンドリー・ナザレンコによる講演会を開催。約60人が参加[199]。
- 2025年7月6日、佐賀県佐賀市大和町の「ホテル龍登園」で、オスプレイ誘致推進佐賀県民会議が元陸上幕僚長の岩田清文および陸上自衛隊の元西部方面総監の本松敬史を招いて「防衛シンポジウム」を開催。約150人が参加[200]。

## 登場作品
V-22などのティルトローター（ティルトウィング）機は、見た目にも明快に「ヘリコプターの進化系」とも取れる形状であるため、特に近未来を描いたフィクション作品などではV-22、およびそれをモデルにした架空機体が描写される事が多い。
以下はV-22そのものとして登場した作品を挙げている。

### 映画・テレビドラマ
『アイアムアヒーロー』
C-5 ギャラクシーとともに登場。ZQNが蔓延する中、大挙して練馬区上空を飛行していく。
『オール・ユー・ニード・イズ・キル』
アメリカ統合防衛軍の奇襲作戦の際に登場する。
『ゴジラシリーズ』
『ゴジラ キング・オブ・モンスターズ』
特務研究機関「モナーク」所属機が全編に渡って登場。モナークの司令船「アルゴ」に搭載されており、主人公たちの移動や民間人避難に使用されるほか、ドアガンとして搭載したM240機関銃でラドンへの攻撃を行う。また、アラン・ジョナ率いるエコテロリストも、キングギドラを目覚めさせるべく南極の第32前哨基地を襲撃する際に、モナーク所属機に偽装した機体を使用する。
『ゴジラvsコング』
モナークもしくはアメリカ軍所属機が登場。ネイサン・リンド博士が髑髏島の第236前哨基地を訪れた際に搭乗している他、タスマン海上の輸送艦隊からコングを南極に築かれた地下空洞への発進基地まで空輸する際に、CH-47およびCH-53Eとともに吊り下げ輸送を行なっている。
『フェス・ゴジラ5 怪獣大決戦』
米軍機が登場。日本側の指揮下にあり、市街地でゴジラとともにキングギドラと交戦するジェットジャガーのもとへ、新装備「Gクロー」を吊り下げ輸送する。

『世界侵略: ロサンゼルス決戦』
アメリカ海兵隊の前線基地となったサンタモニカ空港に駐機されている。
『ターミネーター4』
序盤、1人生き残ったジョン・コナーを指令部まで輸送する。人類抵抗軍の基地内にも駐機している。
『地球防衛未亡人』
米軍機が登場。JAP（地球防衛軍日本支部）所属の架空機「メスプレイ」とともに、宇宙怪獣ベムラスを浜浦発電所から七ヶ所村まで吊り下げ空輸する。
『特攻野郎Aチーム THE MOVIE』
米軍機が登場。物語序盤のミッションでマードックが操縦し、機首の機銃でテロリストのテクニカルを一掃してから、偽造原版と偽札を積んだコンテナを運ぶ。
『トランスフォーマー』
米軍機が登場。レノックス大尉らを、カタールの米軍基地まで輸送する。
『トランスフォーマー/ダークサイド・ムーン』
対ディセプティコン特殊部隊「NEST」の空挺降下部隊をイリノイ州・シカゴまで輸送し、空挺降下させる。
『トランスフォーマー/最後の騎士王』
終盤に登場。主人公、アメリカ軍兵士、対トランスフォーマー部隊「TRF」の隊員達をサイバトロン星まで輸送する。

### アニメ・漫画
『HEROMAN』
ドクターミナミが使用している。
『愛気』
「古城編」にて革命勢力の装備として登場。
『アサルトリリィ BOUQUET 』
第9話で理事長代行の高松咬月が、第12話で一柳梨璃と白井夢結が移動に使用。
コミック等の他のアサルトリリィ作品には、「ガンシップ」という別の架空機が出ており登場しない。
『エヴァンゲリオンシリーズ』
『ヱヴァンゲリヲン新劇場版:序』
ヤシマ作戦の準備段階のシーンにて登場。第3新東京市一帯の上空を3機編隊でフライパスする。
『ヱヴァンゲリヲン新劇場版:破』
第8の使徒の落下から日本国民を避難させる際に多数が上空を飛行する。また、エヴァンゲリオン3号機の起動実験のために赤木リツコが松代の第2実験場へ赴く際に搭乗している。
『ヱヴァンゲリヲン新劇場版:Q』
予告のみに登場。ジェラルド・R・フォード級航空母艦に着艦する様子が描かれている。
『ゴジラ対エヴァンゲリオン THE REAL 4D』
NERV所属機として登場。架空のVIP用輸送機「GLAUX」と同様のキャビン吊り下げ機構を備えている。加持リョウジが搭乗し、第3新大阪市でのゴジラと国連軍の戦闘に巻き込まれて墜落したGLAUXのキャビンを回収した後、エヴァ3体へ指示を出しつつゴジラの調査を行なっている。
『終わりのセラフ』
日本帝鬼軍の装備として登場する。また、作中ではV-22のほか、ティルトローターを4機搭載した大型の架空機も登場する。
『空母いぶき』
陸上自衛隊所属機が登場。与那国島奪還作戦に備えて、那覇基地まで水陸機動団を輸送する。
『ゲート 自衛隊 彼の地にて、斯く戦えり』
漫画版48話で、銀座に向かう軽装甲機動車と16式機動戦闘車の後方上空を飛行する。
『ジパング』
第二次世界大戦時にタイムスリップした、架空のイージス護衛艦「みらい」の艦載機として、オスプレイをモデルとした架空機である、MV/SA-32J「海鳥」が登場する。
『戦闘妖精雪風』
OPERATION:4に登場。日本海軍空母「アドミラル56」艦長の記者会見の後、プレス関係者を乗せて同艦より発艦する。
『続・戦国自衛隊』
「関ヶ原外伝」にて、戦国時代にタイムスリップしたアメリカ海兵隊の装備の1つとして登場。岐阜城の上空まで海兵隊員たちを輸送し、ホバリング状態に移行してから空挺降下させる。
『超時空戦艦まほろば』
リベンジ・オブ・アースの艦載機として登場。なお、この作品でのV-22は開発中の事故により量産中止となっている設定。
『日本沈没』
一色登希彦の漫画版に、陸上自衛隊所属機が登場。各地で救助活動や難民輸送を行う。また深海調査艇「ケルマデック号」の運用母機に改造された「V-22改」も登場しており、こちらは下部にM230機関砲を搭載している。
『バイオハザード: ヴェンデッタ』
BSAA所属機として登場。主にクリス・レッドフィールドらが移動に際して使用するほか、機体下部のM134機関銃を用いた攻撃を行う。小説版ではさらにハイドラ70ロケット弾を搭載している。
『ビビッドレッド・オペレーション』
二葉あおいが搭乗していたV-22が登場するが、アローンによる攻撃を受けてブルーアイランドに不時着する。また、UDFもV-22を運用している。
『ポケットモンスタークリスタル ライコウ雷の伝説』
ロケット団特務工作部の装備として登場。
『魔法少女特殊戦あすか』
陸上自衛隊第1ヘリコプター団所属機が登場。特殊作戦群M班の活動に際して沖縄や北海道に派遣される。3巻巻末の説明によると、団直轄の第102飛行隊に試験的に配備された武装強化型とされており、機体下部に7.62mmミニガンと電子光学／赤外線センサーを収めた引き込み式ターレットを有する。
『名探偵コナン 純黒の悪夢』
黒ずくめの組織の新兵器として登場。改造されてクレーンアームが取り付けられているほか、IDWSを装備している。
『R.O.D -READ OR DIE-』
OVA第3巻にて登場。偉人要塞の突入口を探すために飛行していたが、撃墜された。

### 小説
『蒼空の盾 帝都防空戦1945』
第二次世界大戦時にタイムスリップした、架空のイージス護衛艦「つるぎ」の艦載機として登場。作中では、上記の『ジパング』の影響で、海上自衛隊にオスプレイが配備されたのではないかと噂されている。
『日中尖閣戦争』
第1挺進団の移動・回収の際にたびたび登場する。
『富士山噴火』
高嶋哲夫の小説。横田・厚木・岩国飛行場のアメリカ軍所属機が登場。溶岩の南下する富士山南部から住民を避難させるべく多数が投入され、陸上自衛隊のUH-1J・CH-47JAとともに架空のニミッツ級航空母艦「ウィリアム・ジェファーソン・クリントン」に避難民をピストン輸送する。エンジンには火山灰対策として、技術研究本部とアメリカが極秘で共同開発中だったフィルターを急遽装備している。

### ゲーム
『ARMA 2』
プレイヤーが操作可能。特徴的な姿勢変更を再現。
『Modern Warships』
艦載ヘリとして登場。
『エースコンバットシリーズ』
『エースコンバット3』
「V-22B オスプレイ」と名付けられた架空機が民間機として登場。
『エースコンバット04』
物語終盤でのエルジア共和国首都ファーバンティ包囲戦において、エルジア軍将校がファーバンティを脱出するべく5機が登場する。このうち4機はプレイヤーが直接撃墜することも出来るが、残りの1機は離陸できずISAF地上部隊に確保されている。
『エースコンバット7』
物語序盤にてフォートグレイス基地から離陸するオーシア国防空軍の輸送機と、元大統領を脱出させるエルジア王国軍の輸送機として登場する。カラーリングからするに、MV-22と思われる。
また、有料DLC第5弾『Anchorhead Raid』において、エルジア海軍将校を乗せたMV-22が複数登場する。
『凱歌の号砲 エアランドフォース』
日本を占拠したアメリカ海軍の機体として登場。プレイヤーも購入して使用できる。
『カウンターストライク:オンライン』
ヒューマンシナリオ「追撃:ブレイズ」にて、ラスボスとして登場
『グランド・セフト・オートV』
2017年12月12日配信のアップデート「強盗・ドゥームズ・デイ」より、V-22をモデルにした「アベンジャー」が実装（オンラインのみ登場）。
『コール オブ デューティシリーズ』
『コール オブ デューティ モダン・ウォーフェア3』
キャンペーンではヨーロッパにて大量に登場するほか、マルチプレイにも登場する。
『コール オブ デューティ ゴースト』
空母艦載機として登場。
『コール オブ デューティ アドバンスド・ウォーフェア』
「ウォーバード」という名称の発展機が登場。

『ザ・ドキュメント・オブ メタルギアソリッド2』
『MGS2』本編に登場しなかった未使用3Dモデルとして登場。
『大戦略シリーズ』
アメリカ軍を選択すると生産することが可能。
『トムクランシーズ H.A.W.X.2』
特殊部隊を乗せた護衛対象機として登場。駐機中に破壊される。
『ニンジャブレイド』
主人公のケン・オガワが属する国連災害対応機関「GUIDE」の所属機として複数のCV-22Bが登場。
その中の1機はケンの相棒であるアンディ・ウォーカーがパイロットを務めている。
また、ケンが空路移動に用いる際には必要に応じて、重機関銃とグレネードランチャーを一体化させた複合火器を用いて戦闘を行う。なお、登場するCV-22Bは機首の形状が実機とは異なる。
『ハーフライフ』
海兵隊の輸送機として登場。
『バイオハザード ヴィレッジ』
BSAA所属機およびクリス・レッドフィールド率いるハンドウルフ隊の使用する機体として終盤に登場。BSAA所属機のうち1機はラペリング降下のためホバリングしている最中、巨大な触手と化した特異菌に叩きつけられてバランスを崩し、墜落する。
『バトルフィールドシリーズ』
『Project Reality（BF2）』
アメリカ軍、アメリカ海兵隊の輸送機にMV-22が登場。
『BF3』
キャンペーンにのみアメリカ海兵隊の輸送機としてMV-22Bが登場し、主人公らの回収や展開・輸送に使用される。
『BF4』
キャンペーンのみ登場し、強襲揚陸艦「ヴァルキリー」の艦載機として格納庫や甲板に配備されている。
『BF2042』
All-out WarfareとHazard Zoneの2つのモードで、架空の派生型「MV-38 コンドル」が登場。
All-out Warfareモードではアメリカ軍の輸送機として登場。同シリーズとして初めてプレイヤーがMV-22系の輸送機を操縦できる作品である。
Hazard Zoneモードでは、ゲームクリア時にプレイヤーの回収に使用される。